# Autobus de Rennes
Le réseau d'autobus de Rennes dessert l'ensemble des 43 communes de Rennes Métropole, dans le département français d'Ille-et-Vilaine en région Bretagne, soit un territoire de plus de 420 000 habitants.
Il est exploité par Keolis Rennes, filiale du groupe Keolis chargée de l'exploitation du réseau STAR incluant le métro et les vélos en libre service de Rennes Métropole. Il s'articule autour d'une vingtaine de lignes urbaines couvrant Rennes et sa 1re couronne et une cinquantaine de lignes dites « métropolitaines » desservant en étoile les communes les plus éloignées. Il est complété par des services de nuit, des lignes spéciales (desserte du stade, dessertes estivales, etc.) et de nombreuses lignes scolaires.
Apparu en 1933, il a progressivement supplanté l'ancien tramway supprimé en 1952. Longtemps cantonné à Rennes et à quelques communes limitrophes, il s'étend progressivement dans les années 1980 sous l'impulsion du SITCAR puis du District de Rennes à partir des années 1990, devenu Rennes Métropole en 2000. Depuis 2002 il s'articule autour du métro de Rennes dont la mise en service a engendré la réorganisation du réseau de bus.
En 2023, les 504 autobus et autocars ont assuré 43,9 millions de voyages, plus 95 800 voyages environ pour Handistar.

## Historique
Les autobus font leur apparition à Rennes en 1933, quand la compagnie de l'Ouest Électrique (COE) décide de mettre en place ce moyen de transport pour compléter les tramways électriques rennais. Dès 1939, la municipalité demande le remplacement des tramways par des autobus, ce qui n'est effectué complètement qu'en 1952 à cause de la seconde Guerre mondiale. Le réseau porte alors le nom de Transports urbains de Rennes (TUR). Le réseau constitué de huit lignes en 1954 continuera de se développer au cours des décennies suivantes face à l'exode rural et à l'explosion démographique pour atteindre 11 lignes en 1971,,.
En 1972 le réseau prend son nom actuel (STAR), à la fin de la concession de 75 ans accordée à la COE,,,.
Le réseau, qui jusqu'alors ne desservait que Rennes et Cesson-Sévigné, s'étend à partir de 1973 vers les communes environnantes, : Chartres-de-Bretagne, puis Saint-Grégoire et Chantepie l'année suivante. Les années 1970 voient l'apparition des couloirs de bus, des bus articulés, et du service de nuit, d'abord le dimanche pour les étudiants du campus de Villejean puis en semaine sur le reste du réseau,. La tarification est simplifiée avec la fin du sectionnement tarifaire dans Rennes, l'oblitération d'un second ticket reste nécessaire en dehors. Ainsi le réseau passe à 17 lignes en 1977.
En 1978, des « lignes de rocade » voient le jour en heures de pointe afin de pallier le manque de desserte interquartiers.
En septembre 1980, le Syndicat intercommunal des transports collectifs de l'agglomération rennaise (SITCAR) est créé afin d'étendre le réseau à de nouvelles communes de Rennes District, sans pour autant en desservir l'ensemble du périmètre à la suite du refus de certaines communes. La tarification est unifiée en janvier 1981 sur l'ensemble du réseau et permet d'emprunter les lignes d'autocars sur le périmètre du SITCAR dans l'attente du lancement des nouvelles lignes en septembre 1981 : 13 lignes (numérotées à partir de 50) voient le jour,, rejointes par d'autres entre 1984 et 1991 au fil des adhésions de communes au SITCAR.
Le 1er janvier 1987, la Société des transports urbains rennais (STUR) nouvellement créée succède à l'exploitant historique, la Compagnie de l'Ouest électrique (COE). Le 1er janvier 1992, Rennes District reprend la compétence transport et le SITCAR disparaît,. Le réseau s'étend dès lors à l'ensemble du périmètre du District.
L'extension du District dans les années 1990 entraine la création de nouvelles lignes,,,.
Le 1er janvier 1994, la Société d'économie mixte des transports collectifs de l'agglomération rennaise (SEMTCAR) devient l'exploitant du réseau STAR mais délègue cette tache majoritairement à la STUR pour 70 % des services et aux affrétés pour les 30 % restants, tandis que le service de transport spécialisé est opéré par une association.
En 1996, le Service de transport pour handicapés (STH) créé en 1976 à l'initiative du District de Rennes est intégré au réseau sous le nom HandiSTAR.
En septembre 1997, les premières lignes express sont créées entre le centre de Rennes et les campus universitaires.
En 1999, la STUR (Société des transports urbains rennais) remporte le contrat de délégation de service public d'exploitation du réseau STAR proposé par le District. Elle deviendra Keolis Rennes en 2006.
Entre 2000 et 2004 le réseau continue de s'étendre au fil de l'extension du District qui devient Rennes Métropole.
Depuis octobre 2001, la montée à bord se fait par la porte avant des bus et la descente par les portes centrales et arrières.
La mise en service de la ligne A du métro le 15 mars 2002 entraine la refonte du réseau de bus avec la réorganisation des lignes urbaines autour du métro et le rabattement des lignes suburbaines aux stations de métro. Le réseau voit ainsi sa fréquentation doubler au cours de la décennie et continue de s'étendre pour s'adapter à l'évolution de Rennes Métropole avec notamment l'ouverture de nouvelles lignes métropolitaines express,,,. 
Le 1er janvier 2005 à l'inverse, Noyal-sur-Vilaine quitte Rennes Métropole et perd sa desserte par le réseau STAR.
Le 31 août 2009, une importante restructuration est menée avec notamment une remise à plat de la numérotation des lignes urbaines.
En septembre 2014, les lignes « Chronostar » voient le jour dans le but de créer un label regroupant les lignes structurantes du réseau (fréquences élevées et itinéraires en site propre).
La mise en service de la ligne B du métro le 20 septembre 2022, reporté de nombreuses fois,,, s'accompagne d'une restructuration majeure du réseau de bus : les lignes métropolitaines sont rabattues dès que possible aux stations de métro en périphérie de la ville — la place de la République voit dès lors passer 22 % de bus en moins — et l'offre sur ces mêmes lignes augmente de façon considérable avec près de 11 % de kilomètres parcourus supplémentaires.
La restructuration du réseau de bus liée à cette mise en service est toutefois décalée d'un mois et est effective le 24 octobre 2022, pour les vacances scolaires d'automne (du 24 octobre au 6 novembre 2022),.
Pour compléter le métro à l'horizon 2030, la métropole envisage la création de lignes de « Trambus » (lignes de bus à haut niveau de service sur voies dédié partagées avec les co-voitureurs) sur plusieurs axes plutôt que de prolonger les lignes de métro.

## Le réseau

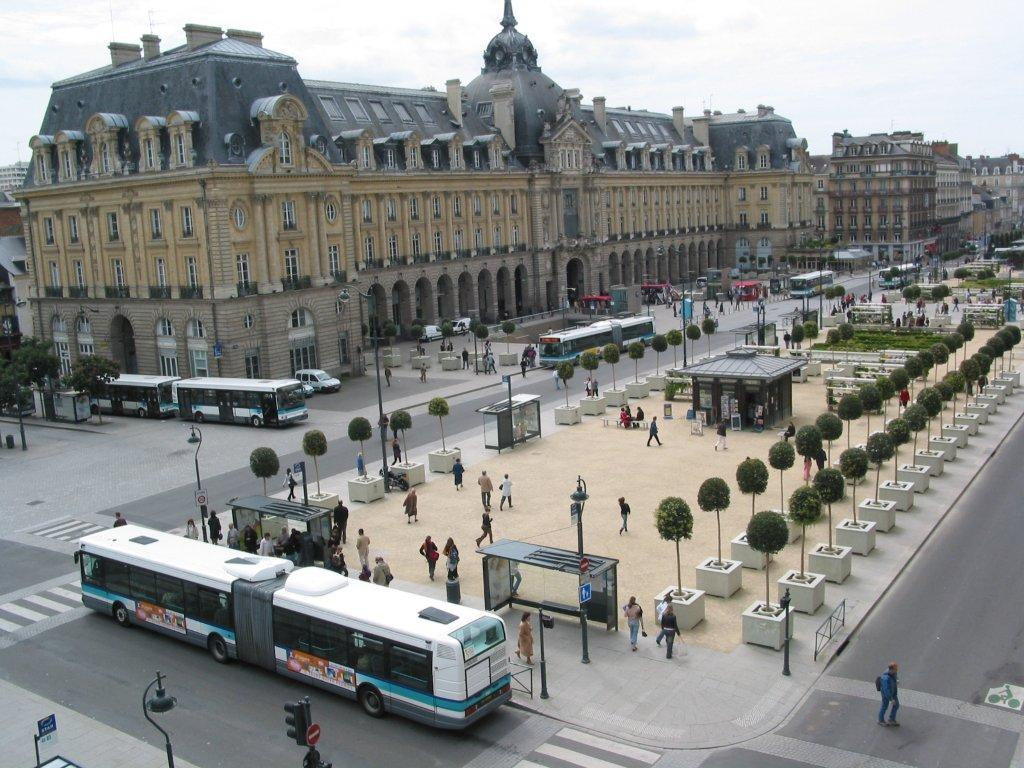
La place de la République, point central du réseau.

### Présentation

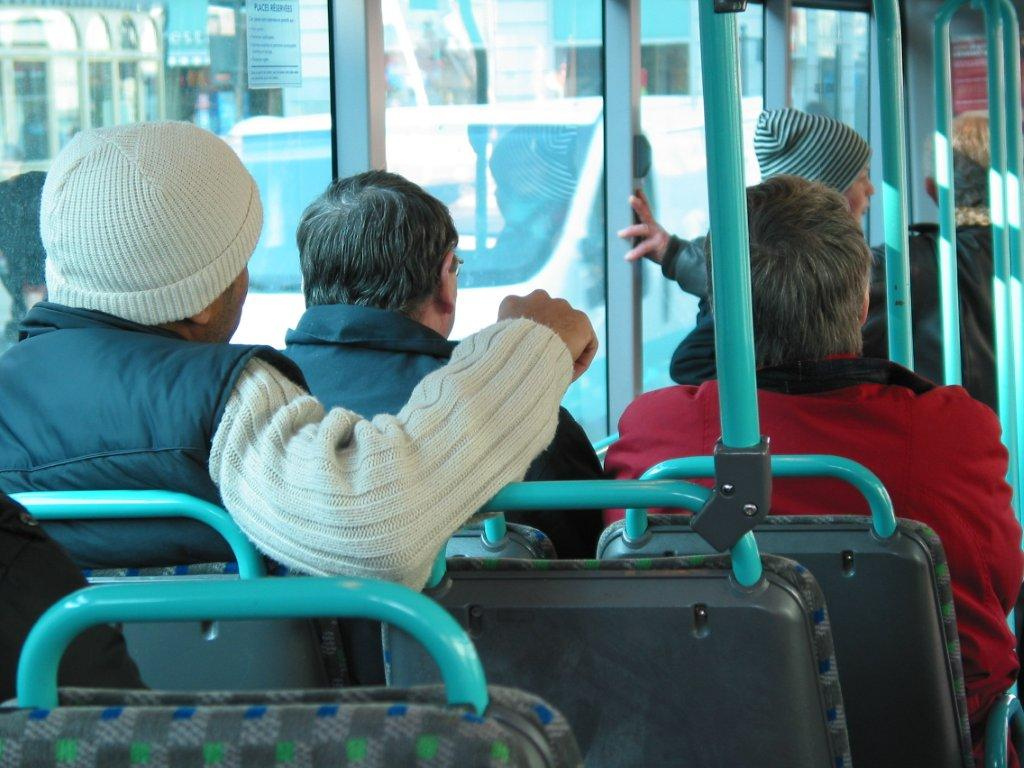
Le bus est un des modes de transport à Rennes.

Le réseau d'autobus de Rennes est exploité sous la marque Service des transports en commun de l'agglomération rennaise (STAR) par délégation de service public à la société Keolis Rennes qui gère l'ensemble des transports (métro, bus, vélos) de Rennes Métropole. Le réseau compte 148 lignes de bus régulières et scolaires desservant l'ensemble des 43 communes de la métropole rennaise.
Toutefois, une grande partie du réseau est sous-traitée à diverses entreprises : Ainsi, Keolis Rennes exploite la quasi-totalité du réseau urbain, mais une minorité de lignes métropolitaines,. La majorité de ces lignes, ainsi que STAR de nuit est exploité par Keolis Armor mais aussi par Transdev TIV qui exploite également le service Touche Tizon, RGO Mobilités, Linevia et, en sous-traitance urbaine, TSH,,. Selon le jour et l'heure, les exploitants peuvent toutefois changer (voir en détail plus bas).
Les lignes scolaires sont intégralement sous-traitées à ces mêmes sociétés ainsi qu'à Taxis d'Orgères et Orain.
L'histoire du réseau de bus, incluant les dates d'ouverture des lignes, est consultable sur l'article histoire des transports en commun de Rennes.
La vitesse commerciale des bus est de 17,4 km/h sur les lignes urbaines et de 28,2 km/h sur les lignes métropolitaines en 2023.

#### Lignes urbaines
Le réseau urbain dessert Rennes et sa 1re couronne : Cesson-Sévigné, Chantepie, Saint-Grégoire et Saint-Jacques-de-la-Lande, ainsi que Bruz. Composé de dix-neuf lignes, organisées principalement en étoile autour de la place de la République, ce réseau est directement complémentaire du métro. Une partie de ces lignes complète le réseau urbain en reliant les quartiers périphériques entre eux, sans passer par le centre. L'ensemble de ces lignes est accessible aux personnes à mobilité réduite, à l'exception de quelques arrêts non aménagés.
Ces lignes ont une fréquence élevée de passage en journée : plus d'un bus toutes les dix minutes pour les lignes Chronostar et les lignes majeures et plusieurs bus par heure pour les autres. Ces lignes offrent également des points de correspondances avec les autres modes de transports, avec la présence du métro, de STAR, le vélo et des parcs relais.
Les lignes C7ex, 37, 38 et 39 ne fonctionnent pas le weekend ni les jours fériés, tandis que les lignes 10, 13, 32, 34 et la navette ne fonctionnent pas les dimanches et jours fériés. En soirée, les lignes C7ex, 13, 32, 34, 37, 38, 39 et la navette ne fonctionnent pas.
Il est composé des familles de lignes suivantes :
- Lignes Chronostar : Lignes C1 à C7 et C7ex ;
- Lignes urbaines : Lignes 10 à 14 ;
- Lignes inter-quartiers : Lignes 32, 34 et 37 à 39 ;
- Une navette de centre-ville.

| Ligne                | Parcours | Matériel             | Exploitant                                                 |
| -------------------- | --- | -------------------- | ---------------------------------------------------------- |
| C1                   | Saint-Grégoire — Champ Daguet ⥋ Chantepie — Rosa Parks | Articulés            | Keolis Rennes                                              |
| C2                   | Cesson - Viasilva ⥋ Rennes — Haut-Sancé | Standards, articulés | Keolis Rennes                                              |
| C3                   | Rennes — Patton ⥋ Henri Fréville | Articulés            | Keolis Rennes                                              |
| C4                   | Saint-Grégoire — Grand Quartier ⥋ Rennes — Z.A. Saint-Sulpice | Articulés            | Keolis Rennes                                              |
| C5                   | Rennes — Saint-Laurent ⥋ Rennes — Lycée Bréquigny | Articulés            | Keolis Rennes                                              |
| C6                   | Cesson-Sévigné — Rigourdière ⥋ Saint-Jacques-de-la-Lande — Aéroport | Standards, articulés | Keolis Rennes                                              |
| C7                   | - Saint-Jacques - Gaîté ⥋ Bruz — Ker Lann / Bruz — Centre (prolongée à Bruz — Lavoisier en soirée et les dimanches et fêtes) | Standards, articulés | Keolis Rennes TIV (en soirée et les dimanches et fêtes)    |
| C7ex                 | Saint-Jacques - Gaîté ⥋ Bruz — Centre | Standards, articulés | Keolis Rennes                                              |
| 10                   | Rennes — Porte de Cleunay ⥋ Rennes — Beaulieu Chimie | Standards, articulés | Keolis Rennes                                              |
| 11                   | - Vezin-le-Coquet — Z.I. Ouest (limitée à Roazhon Park pour un bus sur deux en heures creuses en semaine) ⥋ La Poterie (limitée à Saint-Saëns le week-end) ; - Service des vendredis et samedis soirs : de République vers Brécé - Ajou par le trajet de la ligne 67. | Standards, articulés | Keolis Rennes TIV (en soirée et les dimanches et fêtes)    |
| 12                   | Villejean - Université ⥋ La Poterie | Standards            | Keolis Rennes TIV (en soirée)                              |
| 13                   | Bruz — Porte de Ker Lann (limitée à Saint-Jacques - Gaîté en semaine en heures creuses) ⥋ Chantepie — Cucé | Standards, articulés | Keolis Rennes                                              |
| 14                   | Rennes — Roazhon Park ⥋ Rennes — Beaulieu Chimie (limitée à Cesson-Sévigné — Monniais en semaine en heures de pointe) | Standards, articulés | Keolis Rennes TIV (les dimanches et fêtes)                 |
| 32                   | Rennes — Alma Sud ⥋ Saint-Grégoire — Edonia | Standards            | Keolis Rennes                                              |
| 34                   | Rennes — Z.A. Saint-Sulpice ⥋ Cesson-Sévigné — Monniais (prolongée à Chantepie — Rosa Parks en heures de pointe) | Standards            | Keolis Rennes                                              |
| 35                   | Villejean - Université ⥋ Rennes — The Land (mise en service en septembre 2025) | NC                   | NC                                                         |
| 37                   | Saint-Jacques-de-la-Lande — Morinais ⥋ Henri Fréville | Standards, articulés | RGO Mobilités                                              |
| 38                   | Cesson-Sévigné — Monniais ⥋ Cesson-Sévigné — Ménouriais | Taxi                 | TSH                                                        |
| 39                   | Saint-Grégoire — Paul-Émile Victor ⥋ Saint-Grégoire — Maison Blanche (ligne expérimentale) | Standards, taxis     | Keolis Armor (en pointe) Taxi (heures creuses et vacances) |
| Navette centre-ville | République Jaurès via Sainte-Anne et place des Lices | Minibus              | Keolis Rennes                                              |

#### Lignes métropolitaines

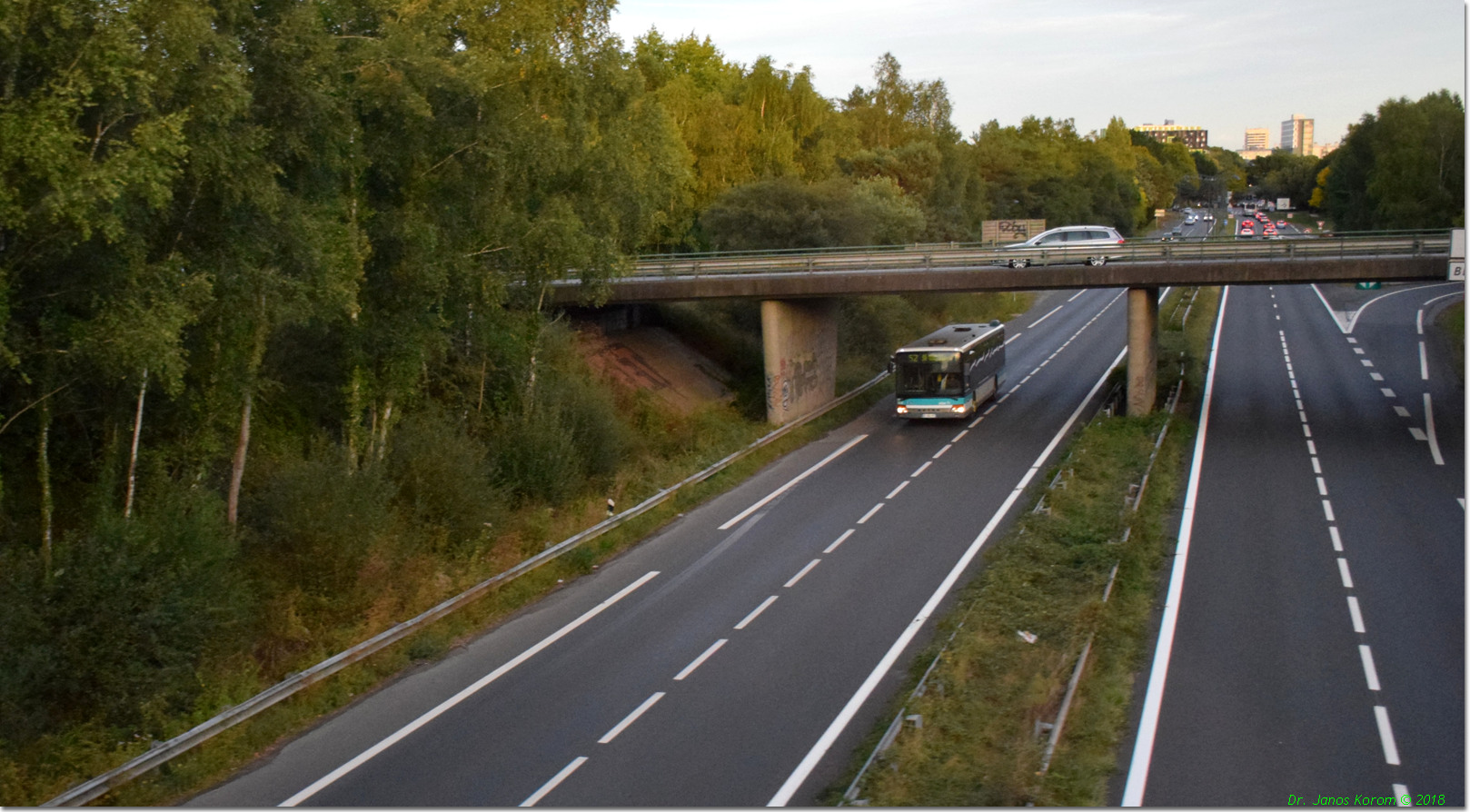
Les lignes métropolitaines profitent des nombreuses voies rapides au départ de Rennes.

Le réseau métropolitain dessert la 2e couronne de la métropole rennaise. Composé de 45 lignes, ce réseau permet aux communes les plus éloignées d'être connectées directement au centre-ville de Rennes ou aux stations du métro situées aux extrémités de cette ligne. Pour certaines d'entre elles, elles assurent des liaisons intercommunales sans passer par Rennes.
Certaines lignes métropolitaines sont renforcées par des lignes express en période scolaire en heures de pointe, desservant moins d'arrêts. La numérotation de ces lignes consiste à l'ajout d'un chiffre des centaines à l'indice de la ligne et de la mention « ex » à la fin de l'indice (exemple : La ligne 152ex est la version express de la ligne 52).
Les lignes 70, 79, 83, 90 et les Express ne fonctionnent pas les weekends et jours fériés, tandis que les lignes 56, 59, 68, 73 à 76, 78, 80 et 91 ne fonctionnent pas les dimanches et jours fériés. En soirée, les lignes 50 à 52, 55, 56, 59, 65, 67 à 71, 73 à 76, 78 à 83, 90 et 91 ne fonctionnent tandis que des départs nocturnes sont assurés depuis la place de la République après minuit les vendredis et samedis soirs sur les lignes 50, 51, 52, 53, 54, 61, 62, 64, 72, 77 et 81.
Il est composé des familles de lignes suivantes :
- Lignes régulières : Lignes 50 à 56, 59, 61 à 65, 67, 68 et 70 à 83 ;
- Lignes express : Lignes 152ex à 156ex, 159ex, 161ex, 164ex, 165ex, 167ex, 168ex, 172ex, 173ex, 175ex et 178ex ;
- Lignes intercommunales : Lignes 90 et 91.

Les lignes 507 et 510 du réseau BreizhGo sont également accessibles ave la tarification STAR sur le territoire de Rennes Métropole.
| Ligne | Parcours | Matériel                    | Exploitant                                                                               |
| ----- | --- | --------------------------- | ---------------------------------------------------------------------------------------- |
| 50    | - Cesson - Viasilva ⥋ Thorigné-Fouillard — Landelles ; - Service des vendredis et samedis soirs : de République vers Thorigné-Fouillard - Landelles. | Standards, articulés        | Keolis Armor                                                                             |
| 51    | - Les Gayeulles ⥋ Betton — Champ Devant ; - Service des vendredis et samedis soirs : de République vers Saint-Sulpice - Cropy par le trajet de la ligne 71. | Standards                   | Keolis Armor                                                                             |
| 52    | - Saint-Gilles — Île des Bois ⥋ La Chapelle-des-Fougeretz — Besneraie via Villejean - Université ; - Service des vendredis et samedis soirs : de République vers Gévézé - Cheval Blanc par le trajet de la ligne 68 ; - Les dimanches et fêtes : Villejean - Université ⥋ Gévezé — Cheval Blanc. | Standards, articulés        | Keolis Armor                                                                             |
| 152ex | Villejean - Université ⥋ Saint-Gilles — Île des Bois ; | Standards, articulés        | Keolis Armor                                                                             |
| 53    | - République ⥋ La Chapelle-Thouarault — Ville aux Archers ; - Service des vendredis et samedis soirs : de République vers Le Verger - Église par Cintrée, le trajet des lignes 54 et 55. | Standards                   | Keolis Rennes RGO Mobilités (les samedis et l'été) Keolis Armor (les dimanches et fêtes) |
| 153ex | République ⥋ La Chapelle-Thouarault — Ville aux Archers (limitée à L'Hermitage — Centre à certains services) | Standards                   | Keolis Rennes RGO Mobilités (les samedis et l'été) Keolis Armor (les dimanches et fêtes) |
| 54    | - Charles de Gaulle ⥋ Cintré — Clos de la Vallée (limitée à Le Rheu — Lycée Monod à certains services) ; - Service des vendredis et samedis soirs : de République vers Chavagne — Croix Blanche par Mordelles et le trajet de la ligne 56.                                                       | Standards, articulés        | Keolis Armor                                                                             |
| 154ex | Charles de Gaulle ⥋ Cintré — Clos de la Vallée ; | Standards, articulés        | Keolis Armor                                                                             |
| 55    | - Charles de Gaulle ⥋ Le Verger — Église ; - Les dimanches et fêtes : Charles de Gaulle ⥋ Le Verger — Église ou Chavagne — Croix Blanche. | Standards, articulés        | Keolis Armor                                                                             |
| 155ex | Charles de Gaulle ⥋ Le Verger — Église | Standards, articulés        | Keolis Armor                                                                             |
| 56    | Charles de Gaulle ⥋ Chavagne — Croix Blanche | Standards                   | RGO Mobilités                                                                            |
| 156ex | Charles de Gaulle ⥋ Chavagne — Croix Blanche via Saint-Jacques - Gaîté | Standards                   | RGO Mobilités                                                                            |
| 59    | Henri Fréville ⥋ Bruz — Gare | Standards                   | Keolis Rennes                                                                            |
| 159ex | Henri Fréville ⥋ Bruz — Centre | Standards                   | Keolis Rennes                                                                            |
| 61    | - Henri Fréville ⥋ Saint-Erblon — Parc d'activités (prolongée à Bourgbarré — Centre de Loisirs les dimanches et fêtes) ; - Service des vendredis et samedis soirs : de République vers Bourgbarré - Centre de Loisirs.                                                                           | Standards, articulés        | Linevia TIV (les dimanches et fêtes)                                                     |
| 161ex | Henri Fréville ⥋ Bourgbarré — Centre de Loisirs | Standards, articulés        | Linevia TIV (les dimanches et fêtes)                                                     |
| 62    | - La Poterie ⥋ Vern-sur-Seiche — Croix Malinge ; - Service des vendredis et samedis soirs : de République vers Corps-Nuds — Gare et Nouvoitou — Parc des Sports ; - Les dimanches et fêtes : La Poterie ⥋ Corps-Nuds — Gare ou Nouvoitou — Parc des Sports.                                      | Standards, articulés        | Keolis Armor                                                                             |
| 64    | - Cesson - Viasilva ⥋ Acigné — Timonière ; - Service des vendredis et samedis soirs : de République vers Acigné - Timonière. | Standards, articulés        | Keolis Rennes                                                                            |
| 164ex | Cesson - Viasilva ⥋ Acigné — Timonière | Standards, articulés        | Keolis Rennes                                                                            |
| 65    | Villejean - Université ⥋ Parthenay-de-Bretagne — Fontaine | Standards, articulés, taxis | Keolis Armor Taxi (les dimanches et fêtes)                                               |
| 165ex | Villejean - Université ⥋ Parthenay-de-Bretagne — Fontaine | Standards, articulés, taxis | Keolis Armor Taxi (les dimanches et fêtes)                                               |
| 67    | République ⥋ Cesson-Sévigné — Rigourdière ou Brécé — Anjou (un bus sur deux) | Standards, taxis            | TIV Taxi (les dimanches et fêtes)                                                        |
| 167ex | République ⥋ Brécé — Anjou | Standards, taxis            | TIV Taxi (les dimanches et fêtes)                                                        |
| 68    | Villejean - Université ⥋ Gévezé — Cheval Blanc | Standards, articulés        | Keolis Armor                                                                             |
| 168ex | Villejean - Université ⥋ Gévezé — Cheval Blanc | Standards, articulés        | Keolis Armor                                                                             |
| 70    | Cesson - Viasilva ⥋ Saint-Sulpice-la-Forêt — Cropy | Standards                   | Keolis Armor                                                                             |
| 71    | Les Gayeulles ⥋ Saint-Sulpice-la-Forêt — Cropy | Standards                   | Keolis Armor                                                                             |
| 72    | Henri Fréville ⥋ Pont-Péan — Bois Esnault (prolongée à Laillé — Gingouillère les dimanches et fêtes) | Standards, articulés        | TIV                                                                                      |
| 172ex | Henri Fréville ⥋ Chartres-de-Bretagne — Ferme des Peupliers | Standards, articulés        | TIV                                                                                      |
| 73    | La Poterie ⥋ Corps-Nuds — Gare | Standards, articulés        | Keolis Armor                                                                             |
| 173ex | La Poterie ⥋ Corps-Nuds — Gare | Standards, articulés        | Keolis Armor                                                                             |
| 74    | Henri Fréville ⥋ Bourgbarré — Centre de Loisirs (limitée à Orgères — Orme Blanche en semaine, à certains services ou prolongée à Bourgbarré — Moc Souris à certains services) | Standards                   | Linevia                                                                                  |
| 75    | La Poterie ⥋ Nouvoitou — Parc des Sports | Standards, articulés        | Keolis Armor                                                                             |
| 175ex | La Poterie ⥋ Nouvoitou — Parc des Sports | Standards, articulés        | Keolis Armor                                                                             |
| 76    | Rennes — Lycée Basch ⥋ Mordelles — Pâtis | Standards, articulés        | Keolis Armor                                                                             |
| 77    | - Villejean - Université ⥋ Pacé — Pâtis Roussel (prolongée à Saint-Gilles — Île des Bois les dimanches et fêtes) ; - Service des vendredis et samedis soirs : de République vers Parthenay-de-Bretagne par l'itinéraire de la ligne 65.                                                          | Standards, articulés        | Keolis Armor                                                                             |
| 78    | Villejean - Université ⥋ Betton — Centre | Standards, articulés        | Keolis Armor                                                                             |
| 178ex | Villejean - Université ⥋ Betton — Centre | Standards, articulés        | Keolis Armor                                                                             |
| 79    | Henri Fréville ⥋ Laillé — Gingouillère | Standards, articulés        | TIV                                                                                      |
| 80    | Henri Fréville ⥋ Laillé — Gingouillère (prolongée à Bruz — DGA-MI à certains services) | Standards                   | TIV                                                                                      |
| 81    | - Villejean - Université ⥋ Romillé — Collège ; - Service des vendredis et samedis soirs : de République vers Romillé — Collège. | Standards                   | Keolis Armor                                                                             |
| 82    | Villejean - Université (limitée à Romillé — Collège en heures creuses en semaine) ⥋ Miniac-sous-Bécherel — Église | Standards, taxis            | Keolis Armor Taxi (en heures creuses)                                                    |
| 83    | Betton — Champ Devant ⥋ Thorigné-Fouillard — Z.A. Bellevue via Cesson - Viasilva | Standards                   | Keolis Armor                                                                             |
| 90    | Bruz — Lavoisier ⥋ Bruz — DGA-MI | Standards                   | RGO Mobilités                                                                            |
| 91    | Bruz — Cicé Blossac ou Bruz — Pont-Réan (un bus sur deux) ⥋ Noyal-Châtillon-sur-Seiche — Petite Saudrais | Standards                   | RGO Mobilités                                                                            |

#### Lignes STAR de nuit
Les lignes « STAR de Nuit » fonctionnent les jeudis, vendredis et samedis de 1 h 30 à 7 h 30 du matin environ, essentiellement quand le réseau de journée et le métro ne fonctionnent pas. 
Les cinq lignes desservent les différents quartiers de Rennes au départ de la station République.
Le service est créé en septembre 2000 avec une desserte expérimentale composée de trois lignes (S1 à S3) venant compléter l'offre des lignes de soirée 8N et 16N de l'époque, :
- S1 (les jeudis et samedis soirs) : de République à Le Stanley par le campus de villejean ;
- S2 (les jeudis et samedis soirs) : boucle au départ de République par le pont de Strasbourg, le campus de Beaulieu et Patton ;
- S3 (le samedi soir) : de République à Léon Bourgeois par Clemenceau, Le Blosne et Hautes-Ourmes.

Le réseau est pérennisé le 27 septembre 2001 avec une réorganisation autour d'une ligne unique reliant les deux campus (Villejean et Beaulieu),. En 2003, le service fonctionne en deux tronçons avec des départs depuis République vers Villejean (S1) et Beaulieu (S2) les mercredis, jeudis, vendredis et samedis soirs,. Les départs du mercredi sont supprimés en septembre 2009 faute d'une fréquentation suffisante. En 2010, les deux circuits fusionnent en une seule ligne.
Le service se dote d'une seconde ligne (sur un axe nord-sud) le 31 août 2015, la N2, tandis que la ligne existante est renommée N1.
Le service est restructuré le 24 octobre 2022, un mois après la mise en service de la ligne B du métro de Rennes le 20 septembre 2022, comme dévoilé en novembre 2020,,, :
- La ligne N1 est scindée en deux lignes : La N1 entre République et Villejean et la N4 entre République et Beaulieu ;
- La ligne N2 est scindée en deux lignes : La N2 entre République et La Poterie et la N5 entre République et Parc Gayeulles ;
- La nouvelle ligne N3 relie République au campus de Ker Lann via Cleunay.

Lorsque le métro circule exceptionnellement toute la nuit, comme pour le jour de l'an, les lignes N2 et N5 ne fonctionnent pas (le métro desservant alors les mêmes arrêts) et les lignes N1, N3 et N4 fonctionnent selon l'offre du samedi soir.
| Ligne | Parcours | Matériel             | Exploitant   |
| ----- | --- | -------------------- | ------------ |
| N1    | République ⥋ Villejean (Kennedy/Guyenne), substitution de la partie nord de la ligne A                          | Standards, articulés | Keolis Armor |
| N2    | République ⥋ La Poterie, substitution de la partie sud de la ligne A                                            | Standards, articulés | Keolis Armor |
| N3    | République ⥋ Bruz — Ker Lann, substitution de la partie sud de la ligne B et d'une partie de la ligne de bus C7 | Standards, articulés | Keolis Armor |
| N4    | République ⥋ Atalante, substitution de la partie nord de la ligne B                                             | Standards, articulés | Keolis Armor |
| N5    | République ⥋ Maurepas Gayeulles (Parc Gayeulles), substitution de la partie nord de la ligne B                  | Standards, articulés | Keolis Armor |

#### Ligne Api'bus
La ligne Api'bus fonctionne les après-midis entre début mai et fin août afin de desservir les étangs d'Apigné et sa base de loisirs.
De début mai à début juillet, la ligne ne fonctionne que les mercredis, samedis, dimanches, jours fériés et le vendredi de l’ascension tandis que de début juillet à fin août, la ligne fonctionne tous les jours.
| Ligne   | Parcours                              | Matériel  | Exploitant    |
| ------- | ------------------------------------- | --------- | ------------- |
| Api'bus | République ⥋ Rennes — Étangs d'Apigné | Standards | Keolis Rennes |

#### Touche Tizon
Le service Touche Tizon ou TTZ est un ensemble de trois navettes mise en service le 2 février 2004 et exploitées par TIV, permettant aux salariés de l'usine Stellantis de Rennes résidant sur la commune de Rennes de se rendre à leur travail en l'absence de transport en commun. Les navettes, qui fonctionnent du lundi au vendredi, partent aux alentours de 4 h 20 du matin pour arriver à l'usine à 5 h du matin.
Les trois parcours sont les suivants, du nord vers le sud, les lignes rejoignant ensuite l'usine :
- Circuit 1 : Villejean - Cleunay - Rue de Nantes ;
- Circuit 2 : Patton - Maurepas - Centre ;
- Circuit 3 : Longs Champs - Rue de Vern - Le Blosne.

En soirée, le retour est assuré par les lignes régulières 59 et 72.

#### Lignes scolaires
Des services scolaires spécifiques ainsi que des lignes complémentaires complètent le dispositif vers les établissements de l'agglomération et de Rennes. Les itinéraires sont conçu de façon à ce qu'un trajet dure au plus une demi-heure.
La desserte des arrêts est réévaluée chaque année avec comme logique le fait qu'un arrêt doit être fréquenté par au moins trois élèves pour être desservi.
Dans les années 2000, l'organisation du réseau scolaire se faisait autour d'une seule famille de lignes avec des indices alphanumériques : par exemple, le code BQ pour le lycée Bréquigny et un chiffre indiquant le circuit (BQ1, BQ2, etc.).
Le 5 septembre 2011, le réseau scolaire est réorganisé pour prendre son organisation actuelle.
Afin de respecter la loi d'orientation des mobilités, les autobus sont progressivement remplacés depuis 2021 par des autocars sur les lignes scolaires, l'objectif de la métropole est d'achever cette bascule en 2026.

##### Lignes complémentaires
Ces 38 lignes, ouvertes à tous les voyageurs, assurent la desserte des établissements scolaires de Rennes Métropole du lundi au vendredi aux horaires d'entrée et de sortie des établissements. Pour des raisons de simplification, l'itinéraire est donné de la commune de départ, ou la ou les stations de métro le cas échéant, vers le ou les établissements et la commune desservie.
| Ligne | Parcours | Matériel              | Exploitant                   |
| ----- | --- | --------------------- | ---------------------------- |
| 200   | Acigné ⥋ Desserte des établissements scolaires de Rennes                                                                    | Standards             | TIV                          |
| 201   | Thorigné-Fouillard ⥋ Desserte des établissements scolaires de Rennes                                                        | Standards / Articulés | TIV                          |
| 202   | Chevaigné ⥋ Desserte des établissements scolaires de Rennes                                                                 | Standards / Articulés | Keolis Armor                 |
| 204   | Saint-Grégoire ⥋ Desserte des établissements scolaires de Rennes                                                            | Autocars              | RGO Mobilités                |
| 206   | Cesson-Sévigné ⥋ Desserte des établissements scolaires de Rennes                                                            | Autocars              | TIV                          |
| 208   | Gares (Le lundi et le vendredi) Anatole France (du mardi au jeudi) ⥋ Desserte de la MFR Les Rabinardières de Saint-Grégoire | Autocars              | Keolis Armor                 |
| 209   | Rennes ⥋ Desserte du collège Jean Moulin de Saint-Jacques-de-la-Lande                                                       | Autocars              | RGO Mobilités                |
| 212   | Saint-Erblon ⥋ Desserte du lycée Bréquigny de Rennes                                                                        | Standards / Articulés | Linevia                      |
| 213   | Bourgbarré ⥋ Desserte du lycée Bréquigny de Rennes                                                                          | Autocars              | Linevia                      |
| 214   | La Poterie / Cesson-Sévigné - Champs Péans ⥋ Desserte du lycée Ozanam à Cesson-Sévigné                                      | Articulés             | TIV                          |
| 216   | Cesson-Sévigné ⥋ Desserte des établissements scolaires de Rennes                                                            | Autocars              | TIV                          |
| 218   | Saint-Gilles ⥋ Desserte des établissements scolaires de Pacé                                                                | Autocars              | RGO Mobilités / Keolis Armor |
| 219   | Saint-Jacques-de-la-Lande ⥋ Desserte de Ker Lann et des établissements scolaires de Bruz                                    | Autocars              | Linevia                      |
| 220   | Acigné ⥋ Desserte du lycée Onazam à Cesson-Sévigné                                                                          | Articulés             | TIV                          |
| 221   | Cesson-Sévigné / Thorigné-Fouillard ⥋ Desserte des établissements scolaires de Cesson-Sévigné                               | Standards             | TIV                          |
| 222   | Chevaigné ⥋ Desserte du collège François Truffaut de Betton                                                                 | Autocars              | Keolis Armor                 |
| 223   | Chevaigné ⥋ Desserte du lycée Jean-Paul II de Saint-Grégoire                                                                | Autocars              | RGO Mobilités                |
| 224   | La Chapelle-des-Fougeretz ⥋ Desserte du lycée Jean-Paul II de Saint-Grégoire                                                | Autocars              | RGO Mobilités                |
| 225   | Pacé ⥋ Desserte du lycée Jean-Paul II de Saint-Grégoire                                                                     | Autocars              | RGO Mobilités                |
| 226   | Gévezé ⥋ Desserte des établissements scolaires de Pacé                                                                      | Autocars              | Keolis Armor / RGO Mobilités |
| 227   | Vezin-le-Coquet ⥋ Desserte des établissements scolaires de Pacé                                                             | Autocars              | Keolis Armor                 |
| 228   | La Chapelle-des-Fougeretz ⥋ Desserte du lycée Mendès-France de Rennes                                                       | Autocars              | RGO Mobilités                |
| 229   | Chavagne ⥋ Desserte des établissements scolaires de Bruz                                                                    | Autocars              | RGO Mobilités                |
| 230   | Service retour des établissements scolaires de Bruz à destination de Bourgbarré                                             | Autocars              | RGO Mobilités                |
| 231   | Laillé / Pont-Péan ⥋ Desserte des établissements scolaires de Bruz                                                          | Autocars              | RGO Mobilités                |
| 232   | Vern-sur-Seiche ⥋ Desserte du collège Théodore Monod de Vern-sur-Seiche                                                     | Minibus               | RGO Mobilités                |
| 233   | Bourgbarré ⥋ Desserte des collèges Andrée Récipon d'Orgères et Saint-Paul de Saint-Erblon                                   | Autocars              | Linevia                      |
| 234   | Pacé ⥋ Desserte du lycée Jean-Paul II de Saint-Grégoire                                                                     | Autocars              | Keolis Armor                 |
| 235   | Orgères ⥋ Pont-Péan (ligne dédiée au rabattement vers la ligne 79)                                                          | Taxi 8 places         | Taxi d'Orgères               |
| 236   | Clayes ⥋ Desserte des établissements scolaires de Pacé                                                                      | Autocars              | RGO Mobilités                |
| 237   | Chavagne / Le Rheu ⥋ Desserte des établissements scolaires du Rheu                                                          | Autocars              | Linevia                      |
| 238   | La Chapelle-Thouarault ⥋ Desserte des établissements scolaires du Rheu                                                      | Articulés             | Linevia                      |
| 239   | Mordelles ⥋ Desserte du lycée Théodore Monod du Rheu                                                                        | Autocars              | Linevia                      |
| 240   | Saint-Gilles ⥋ Desserte des établissements scolaires du Rheu                                                                | Autocars              | Linevia / RGO Mobilités      |
| 241   | Chavagne ⥋ Desserte des établissements scolaires de Mordelles                                                               | Autocars              | Linevia                      |
| 242   | Miniac-sous-Bécherel ⥋ Desserte du collège Jacques Prévert de Romillé                                                       | Autocars              | Keolis Armor                 |
| 243   | Pacé ⥋ Desserte du lycée Jean-Paul II de Saint-Grégoire                                                                     | Autocars              | Keolis Armor                 |
| 245   | Bruz ⥋ Desserte du collège et lycée Saint-Martin (quartier Sainte-Geneviève) à Rennes                                       | Autocars              | Linevia                      |

##### Lignes Transport scolaire
Ces 39 lignes, ainsi que le RPI-1 sont réservées aux élèves des collèges et lycées et assurent aussi la desserte des établissements de Rennes Métropole du lundi au vendredi aux horaires d'entrée et de sortie des établissements. Pour des raisons de simplification, l'itinéraire est donné de la commune de départ, ou la ou les stations de métro le cas échéant, vers le ou les établissements et la commune desservie. Les lignes RPI (Regroupement pédagogique intercommunal) sont reprises ici en raison de leur qualité de ligne scolaire.
| Ligne | Parcours                                                                                     | Matériel | Exploitant    |
| ----- | -------------------------------------------------------------------------------------------- | -------- | ------------- |
| Ts1   | Noyal-Châtillon-sur-Seiche ⥋ Desserte des établissements scolaires de Bruz                   | Autocars | RGO Mobilités |
| Ts3   | Noyal-Châtillon-sur-Seiche ⥋ Desserte des établissements scolaires de Bruz                   | Autocars | RGO Mobilités |
| Ts4   | Bourgbarré ⥋ Desserte des établissements scolaires de Bruz                                   | Autocars | RGO Mobilités |
| Ts5   | Bourgbarré ⥋ Desserte des établissements scolaires de Bruz, Saint-Erblon et Orgères          | Autocars | RGO Mobilités |
| Ts6   | Laillé ⥋ Desserte des établissements scolaires de Bruz, Saint-Erblon et Orgères              | Autocars | RGO Mobilités |
| Ts7   | Bourgbarré ⥋ Desserte des établissements scolaires de Bruz                                   | Autocars | RGO Mobilités |
| Ts8   | Mordelles ⥋ Desserte des établissements scolaires de Bruz                                    | Autocars | TIV           |
| Ts9   | Laillé ⥋ Desserte des établissements scolaires de Bruz                                       | Autocars | TIV           |
| Ts10  | Laillé ⥋ Desserte des établissements scolaires de Bruz                                       | Autocars | TIV           |
| Ts11  | Laillé ⥋ Desserte des établissements scolaires de Bruz                                       | Autocars | TIV           |
| Ts20  | Nouvoitou ⥋ Desserte du collège Théodore Monod de Vern-sur-Seiche                            | Autocars | Linevia       |
| Ts22  | Chantepie ⥋ Desserte des établissements scolaires de Rennes                                  | Autocars | Linevia       |
| Ts30  | Le Rheu ⥋ Desserte des établissements scolaires de Mordelles                                 | Autocars | Orain         |
| Ts32  | Saint-Gilles ⥋ Desserte des établissements scolaires de Mordelles                            | Autocars | Orain         |
| Ts33  | Le Rheu ⥋ Desserte des établissements scolaires de Mordelles                                 | Autocars | Orain         |
| Ts34  | L'Hermitage ⥋ Desserte des établissements scolaires de Mordelles                             | Autocars | RGO Mobilités |
| Ts35  | Le Verger ⥋ Desserte des établissements scolaires de Mordelles                               | Autocars | Orain         |
| Ts36  | Cintré ⥋ Desserte des établissements scolaires de Mordelles                                  | Autocars | Orain         |
| Ts37  | La Chapelle-Thouarault ⥋ Desserte des établissements scolaires de Mordelles                  | Autocars | Orain         |
| Ts38  | Cintré ⥋ Desserte des établissements scolaires de Mordelles                                  | Autocars | Linevia       |
| Ts41  | La Chapelle-des-Fougeretz ⥋ Desserte des établissements scolaires de Pacé                    | Autocars | RGO Mobilités |
| Ts43  | Saint-Gilles ⥋ Desserte des établissements scolaires de Pacé                                 | Autocars | RGO Mobilités |
| Ts44  | Gévezé ⥋ Desserte des établissements scolaires de Pacé                                       | Autocars | RGO Mobilités |
| Ts45  | Gévezé ⥋ Desserte des établissements scolaires de Pacé                                       | Autocars | RGO Mobilités |
| Ts46  | Pacé ⥋ Desserte des établissements scolaires de Pacé                                         | Autocars | RGO Mobilités |
| Ts51  | Bourgbarré ⥋ Desserte des collèges Andrée Récipon d'Orgères et Saint-Paul de Saint-Erblon    | Autocars | Linevia       |
| Ts52  | Noyal-Châtillon-sur-Seiche ⥋ Desserte du collège Saint-Paul de Saint-Erblon                  | Autocars | Orain         |
| Ts53  | Laillé ⥋ Desserte des collèges Andrée Récipon d'Orgères et Saint-Paul de Saint-Erblon        | Autocars | Linevia       |
| Ts54  | Saint-Erblon ⥋ Desserte des collèges Andrée Récipon d'Orgères et Saint-Paul de Saint-Erblon  | Autocars | Linevia       |
| Ts55  | Laillé ⥋ Desserte du collège de Laillé                                                       | Autocars | Linevia       |
| Ts57  | Laillé ⥋ Desserte du collège de Laillé                                                       | Autocars | Linevia       |
| Ts61  | Cesson-Sévigné ⥋ Desserte du lycée Onazam à Cesson-Sévigné                                   | Autocars | TIV           |
| Ts66  | Saint-Gilles ⥋ Desserte des établissements scolaires du Rheu                                 | Autocars | Orain         |
| Ts67  | Saint-Gilles ⥋ Desserte des établissements scolaires du Rheu                                 | Autocars | Orain         |
| Ts71  | Romillé ⥋ Desserte du collège Jacques Prévert de Romillé                                     | Autocars | Keolis Armor  |
| Ts75  | Romillé ⥋ Gévezé ⥋ Desserte du lycée Jean-Paul II de Saint-Grégoire                          | Autocars | TIV           |
| Ts82  | Saint-Erblon ⥋ Desserte du collège Fontenay de Chartres-de-Bretagne                          | Autocars | TIV           |
| Ts91  | Vezin-le-Coquet ⥋ Desserte du collège Rosa Parks de Rennes                                   | Autocars | Orain         |
| RPI-1 | Bécherel ⥋ La Chapelle-Chaussée ⥋ Bécherel, desserte des centres scolaires des deux communes | Autocars | Keolis Armor  |

#### Lignes événementielles

##### Service «Bus de stade»

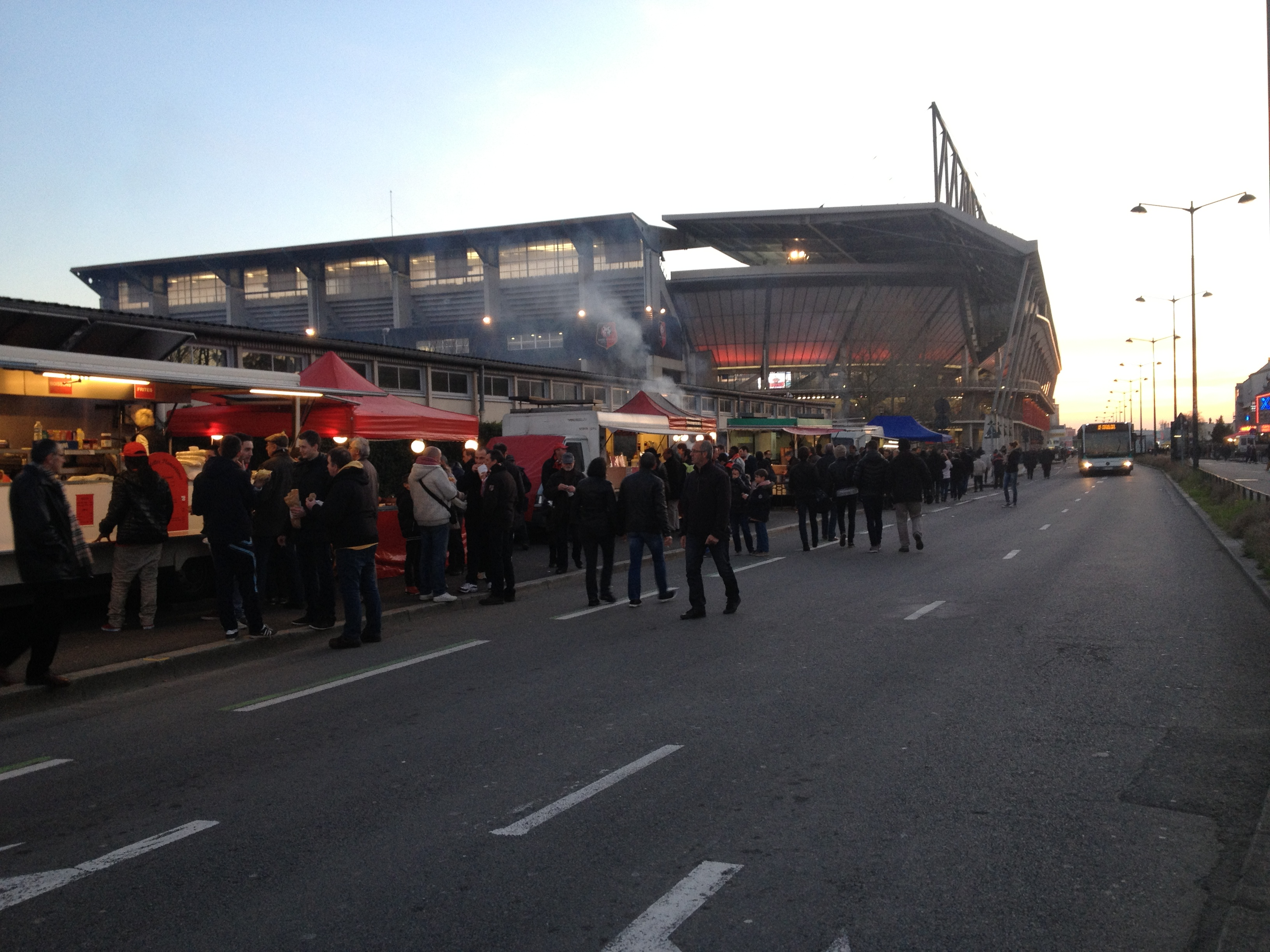
La route de Lorient un soir de match, les bus devant se faufiler entre les spectateurs envahissant la chaussée.

Les soirs de match du Stade rennais au Roazhon Park, la desserte est assurée par le service « Bus de stade », dont le dispositif est différent entre avant et après le match :
- avant le match et pendant 90 minutes, il se compose d'une ligne directe entre République et le stade, en complément des lignes régulières le desservant, ainsi que de la ligne B du métro, le desservant à la station Cleunay ;
- après le match, il se compose de dix lignes permettant aux spectateurs de regagner leur commune ou leur quartier de Rennes.

En interne, ce service porte le code E4.
Les premiers bus de stade ont vu le jour en 1994 avec la création de trois lignes « Bus de match » (Poterie, Cimetière de l'Est et Patton) assurant chacune un service pour se rendre au stade et un départ doublé par un deuxième bus au retour avec un circuit vers le nord de Rennes et deux vers le sud.
En août 1997 le service est revu avec la mise en place de cinq circuits au départ du stade et à destination des quartiers de Rennes, avec pour chacun le nom d'un grand club de foot européen (Ajax Amsterdam, Bayern Munich, Manchester United, Milan AC, Real Madrid). Le 30 novembre 2002, les 5 lignes « bus de match » sont remplacés par les 13 lignes « bus de stade » étendus à l'ensemble de l'agglomération. Un 14e circuit voit le jour ainsi qu'une navette directe vers République en 2004.
À la fin des années 2000, le service est assuré par la prolongation de lignes régulières vers des communes périphériques habituelles non couvertes par ces lignes (1 à 8, 57), de deux circuits dédiés vers les communes de l'ouest et l'express Stade-République.
Pour la saison 2012/2013, le service prend son organisation actuelle.
Les circuits BS1 et BS2, les deux seuls entièrement intra-muros, sont suspendus depuis 2022 et ce jusqu'à nouvel ordre.
| Ligne           | Parcours                                                                                               | Exploitants   |
| --------------- | --- | ------------- |
| Bus de stade    | Service aller depuis la station République, avant le match                                             |               |
| Bus de stade 3  | Service retour vers Rennes, Cesson-Sévigné, Thorigné-Fouillard, Acigné et Brécé                        | Keolis Rennes |
| Bus de stade 4  | Service retour vers Rennes et Cesson-Sévigné                                                           | Keolis Rennes |
| Bus de stade 5  | Service retour vers Rennes et Chantepie                                                                | TIV           |
| Bus de stade 6  | Service retour vers Rennes, Vern-sur-Seiche, Nouvoitou, Saint-Armel et Corps-Nuds                      | Keolis Armor  |
| Bus de stade 7  | Service retour vers Rennes, Noyal-Châtillon-sur-Seiche, Saint-Erblon, Orgères et Bourgbarré            |               |
| Bus de stade 8  | Service retour vers Rennes, Saint-Jacques-de-la-Lande, Bruz, Chartres-de-Bretagne, Pont-Péan et Laillé | Keolis Rennes |
| Bus de stade 9  | Service retour vers Le Rheu, Mordelles et Chavagne                                                     | Keolis Rennes |
| Bus de stade 10 | Service retour vers Vezin-le-Coquet, Pacé, Saint-Gilles, L'Hermitage et La Chapelle-Thouarault         | Linevia       |
| Bus de stade 11 | Service retour vers Montgermont, La Chapelle-des-Fougeretz, Gévezé et Romillé                          | Keolis Armor  |
| Bus de stade 12 | Service retour vers Rennes, Saint-Grégoire et Betton                                                   | Keolis Armor  |

##### Bus de fans
Les soirs de concert au Parc des expositions dans le hall 9 dit « Le MusikHALL », le bus de fans au départ de la station Saint-Jacques - Gaîté de la ligne B du métro permet de s'y rendre, puis assure le retour en direction de ce même arrêt. En interne, ce service porte le code E1.
Ce service voit le jour son sa forme initiale, les trois navettes « Bus de MusikHALL », le 28 août 2007,. En novembre 2022 et à la suite de la mise en service de la ligne B du métro, il est réorganisé sous la forme d'une unique navette au départ du terminus Saint-Jacques - Gaîté de la ligne.

##### Desserte des rencontres trans musicales
Lors des rencontres trans musicales, un service de navettes est mis en place durant les horaires du festival. D'une part entre la station Charles de Gaulle et le Parc des expositions, avec au retour l'ajout d'arrêts intermédiaires pour la correspondance avec les lignes STAR de nuit et d'autre part entre plusieurs communes périphériques et le parc des expos, avec six navettes avec des départs aller-retour aux heures de début et de fin des concerts, sans passer par Rennes,. En interne, la navette depuis le métro porte le code E1, le service retour vers les communes le code E2.

##### Sortez en bus!
Lors de certains événements au théâtre national de Bretagne, à l'Opéra de Rennes, au Couvent des Jacobins et au FRAC de Bretagne via le programme Sortez en bus !, il est mis en place des navettes pour s'y rendre puis y revenir depuis les communes périphériques de la métropole, le service est spécifique et adapté à chaque événement. Ce service porte le code interne E3.

##### Autres services
D'autres services événementiels sont assurés pour divers évènements : festival Quartiers d'Été (code E5), feu d'artifice du 14 juillet (code E6), Rock'n Solex (code E7), Fête du Livre de Bécherel (code E8, sous-traité à Keolis Armor) et navettes pour la Glaz Arena (code E10).
En dehors de ces services prédéfinis, d'autres navettes peuvent être assurées sous le code E.

### Arrêts
Le réseau compte en tout 1 572 arrêts de bus pour 2 110 points d'arrêts en 2023, dont 1 408 arrêts accessibles aux personnes à mobilité réduite (90 % du total) et 70 % disposent d'abribus,,,.
Jusqu'aux années 1990, les lignes suburbaines appliquaient un système d'interdiction de trafic local sur les arrêts desservis par le réseau urbain : seule la montée était autorisée en direction des communes périphériques et seule la descente était autorisée en direction de Rennes, cette règle s'appliquait même pour la desserte de Cesson-Sévigné.
Sur le territoire communal de Rennes, les abribus sont fournis par la société Clear Channel depuis 1997, via un contrat renouvelé en novembre 2008 pour une durée de 15 ans. Le renouvellement de contrat s'est accompagné entre juillet 2009 et mai 2010 par le renouvellement des 350 abribus rennais, l'ancien modèle « Éole » est remplacé par le modèle « Enthoven ». Les premiers abribus furent installés aux principaux arrêts, tel la place de la République, dans les années 1970 par JCDecaux avec notamment divers exemplaires faisant aussi office de cabines téléphoniques à partir de 1973,. JCDecaux est resté le prestataire de la ville jusqu'en 1997.
Pour les autres communes, c'est Abri-services qui fournit les abris depuis 2009, avec un modèle unique en remplacement des anciens mobiliers existant jusqu'alors, propres à chaque commune.
Abri-Services s'est vu attribuer en 2014 le marché des poteaux d'arrêt sur l'ensemble de la métropole. Ce nouveau modèle de poteau remplace celui déployé fin 2002. Ce modèle succédait lui-même au modèle des années 1960 hérité des TUR et qui était encore présent dans les années 1990.
Au 1er mai 2025, la société Cityz Média (ancienne branche française de Clear Channel) sera l'unique gestionnaire des 1200 abribus publicitaires et fournira les 200 abribus conçus spécifiquement pour le trambus, le contrat court jusqu'en 2034.
En 2025, il n'est plus obligatoire pour les conducteurs d'utiliser le système d'agenouillement des suspensions, qui permet d'abaisser le véhicule pour faciliter l'accès via la palette rétractable aux personne à mobilité réduite, sauf à certains arrêts (identifiés par un pictogramme blanc avec un dessin d'usager en fauteuil roulant montant une rampe, accompagnée d'une flèche pointant vers le bas) ou à la demande du voyageur. Cette nouvelle procédure doit permettre selon l'exploitant de réduire les cas de pannes des rampes d'accès, dont la défaillance empêche la mise en ligne du bus.

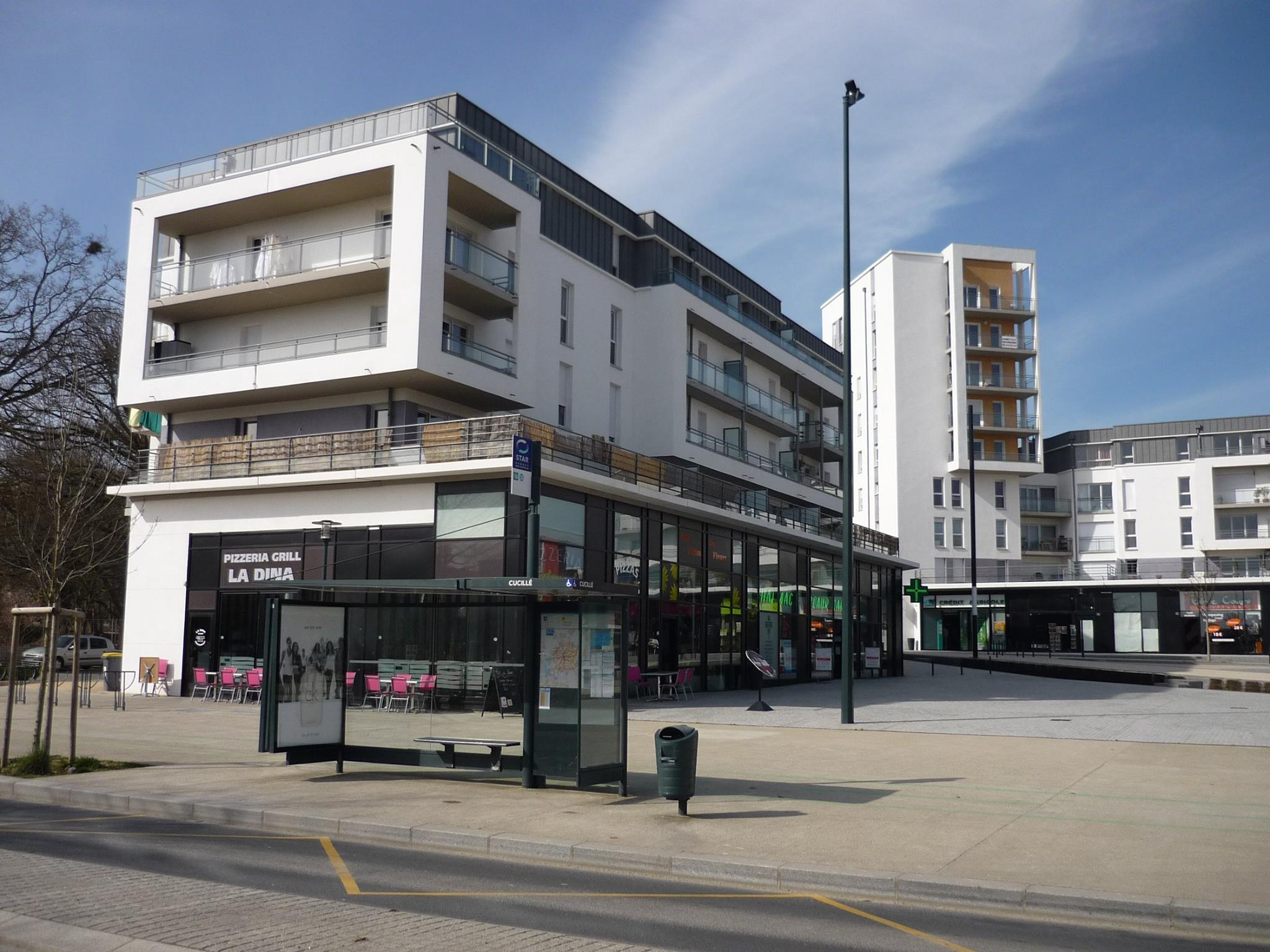
L'arrêt de bus Cucillé à Rennes, équipé de l'ancien mobilier « Éole » de Clear Channel.
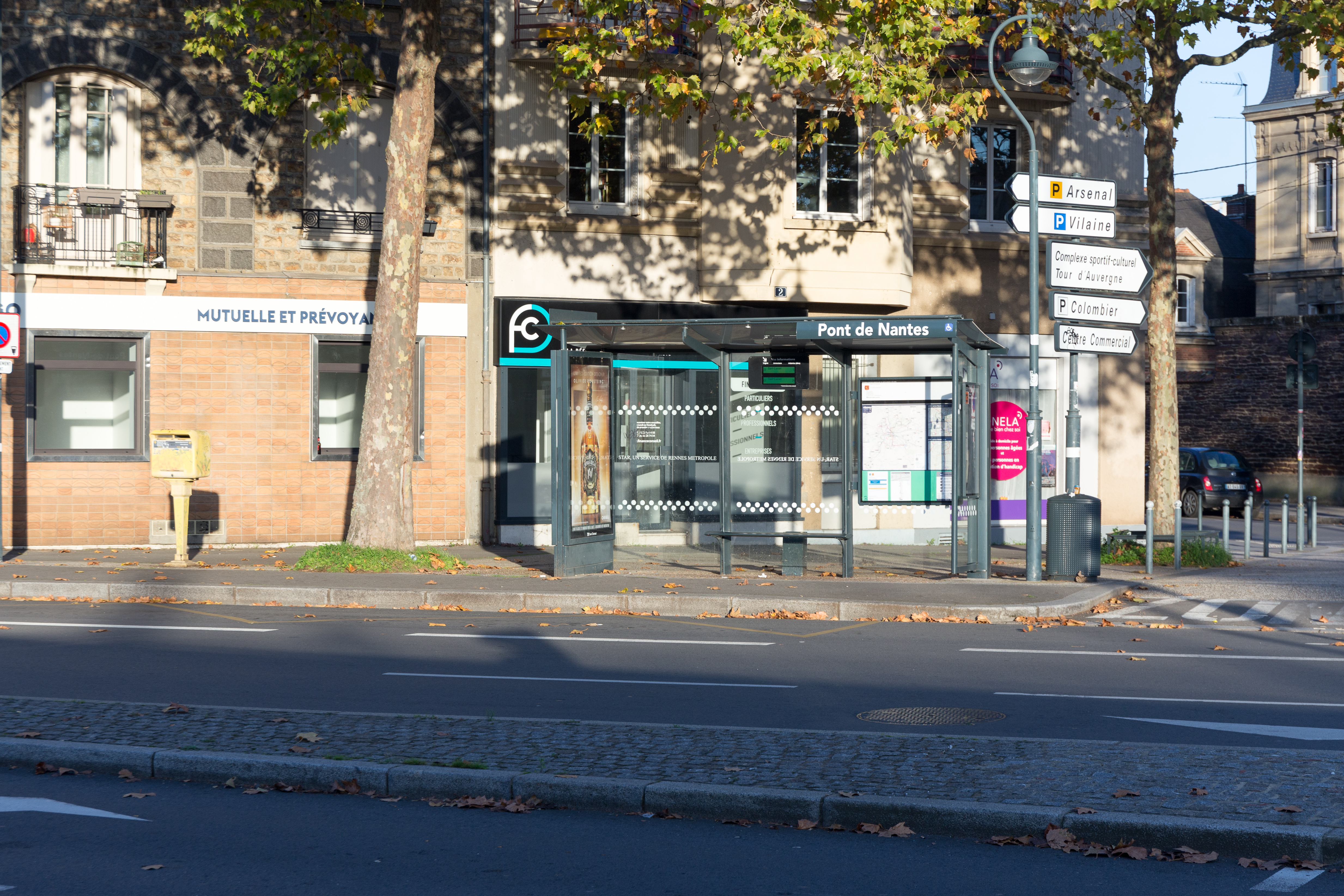
L'arrêt de bus Pont de Nantes à Rennes, équipé de mobilier « Enthoven » de Clear Channel, et de bornes d'informations aux voyageurs.
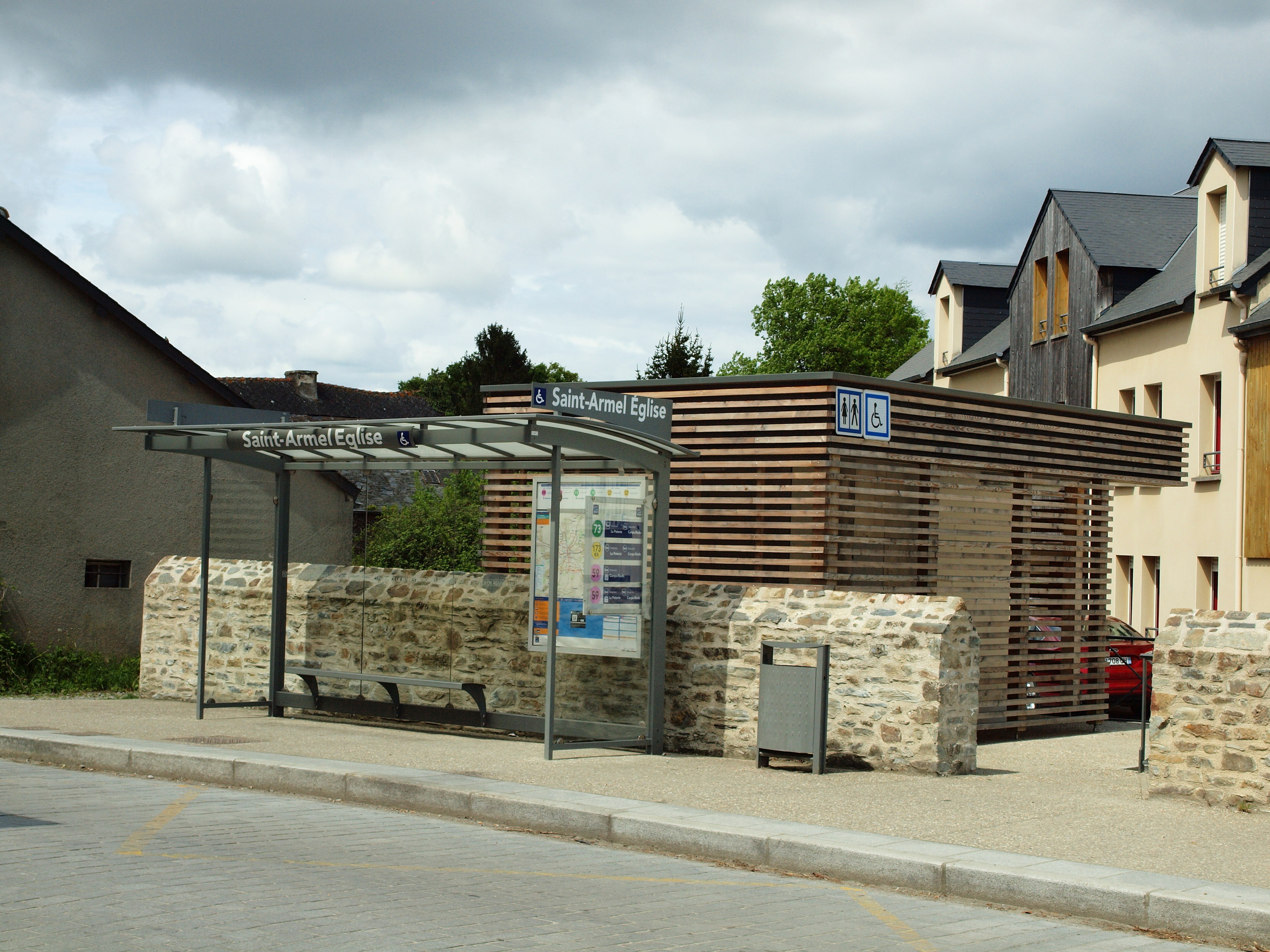
L'arrêt de bus Saint-Armel Église à Saint-Armel, équipé de mobilier Abri-services.
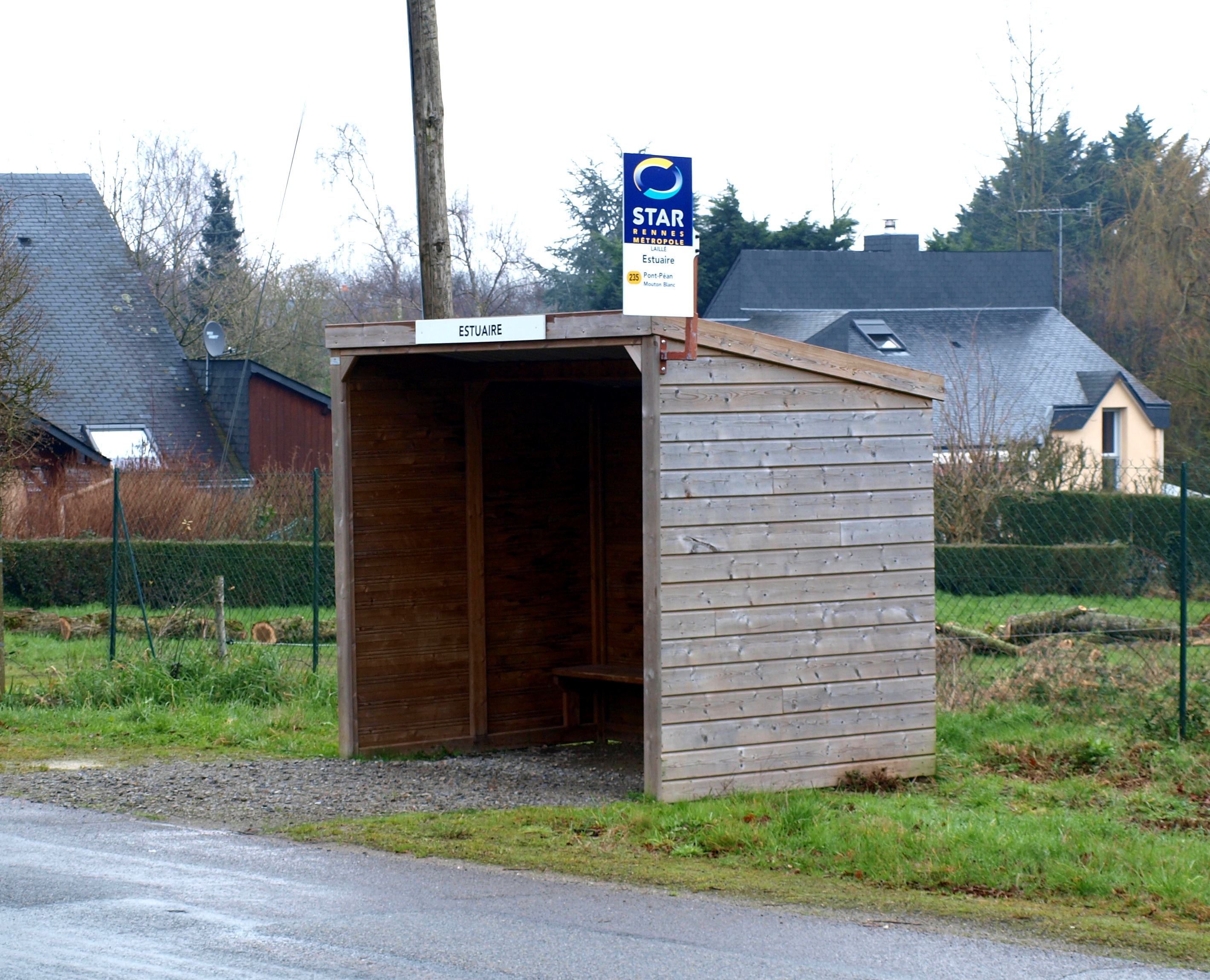
L'arrêt de bus scolaire Estuaires à Laillé, équipé d'un abri en bois.

En juin 2017, le STAR a ouvert un vote sur Facebook pour départager 19 projets d'Abribus — et d'agences commerciales — dessinés par les étudiants de l'Institut supérieur des arts appliqués de Rennes (LISAA). Ce projet, né en juillet 2016 à l'initiative de l'Institut, qui l'a ensuite proposé aux responsables du réseau afin de réaliser une collaboration débouchera sur l'étude du projet victorieux afin de pouvoir, le cas échéant, être réalisé.

### Sites propres
Le réseau compte en 2014, 35 km de voies en site propre, dont le plus important est l'axe « Est-Ouest » emprunté principalement par les lignes C4 (entre le mail François-Mitterrand et Tournebride) et C6 (de République à Cesson-Sévigné).
Sur cet axe, la vitesse commerciale est supérieure à 21 km/h au lieu de 19 km/h sur le reste du réseau. Cet axe, dont la mise en place a commencé en février 2000 par l'ouverture des tronçons entre le mail François-Mitterrand et l'intersection entre l'avenue Sergent-Maginot et la rue Richard Lenoir et entre le rond-point des Préales et la rue La Chalotais vers Cesson-Sévigné, et qui s'est conclu en septembre 2013 par l'ouverture du tronçon central est long de sept kilomètres, relie Rennes à Cesson-Sévigné et met cette dernière à 20 minutes de la place de la République,. Il est emprunté quotidiennement par 1 480 bus, qui se succèdent aux heures de pointes toutes les trois minutes, et est emprunté par 40 000 voyageurs par jour.
Un autre site propre fut envisagé au début des années 2000 le long de la coulée verte de la Pénétrante, emprise réservée initialement à un boulevard urbain entre la rocade et le boulevard d'Armorique, avec création d'un parc relais à proximité de la rocade. Le projet est contesté par les habitants environnants et le projet est enterré à la fin des années 2000.

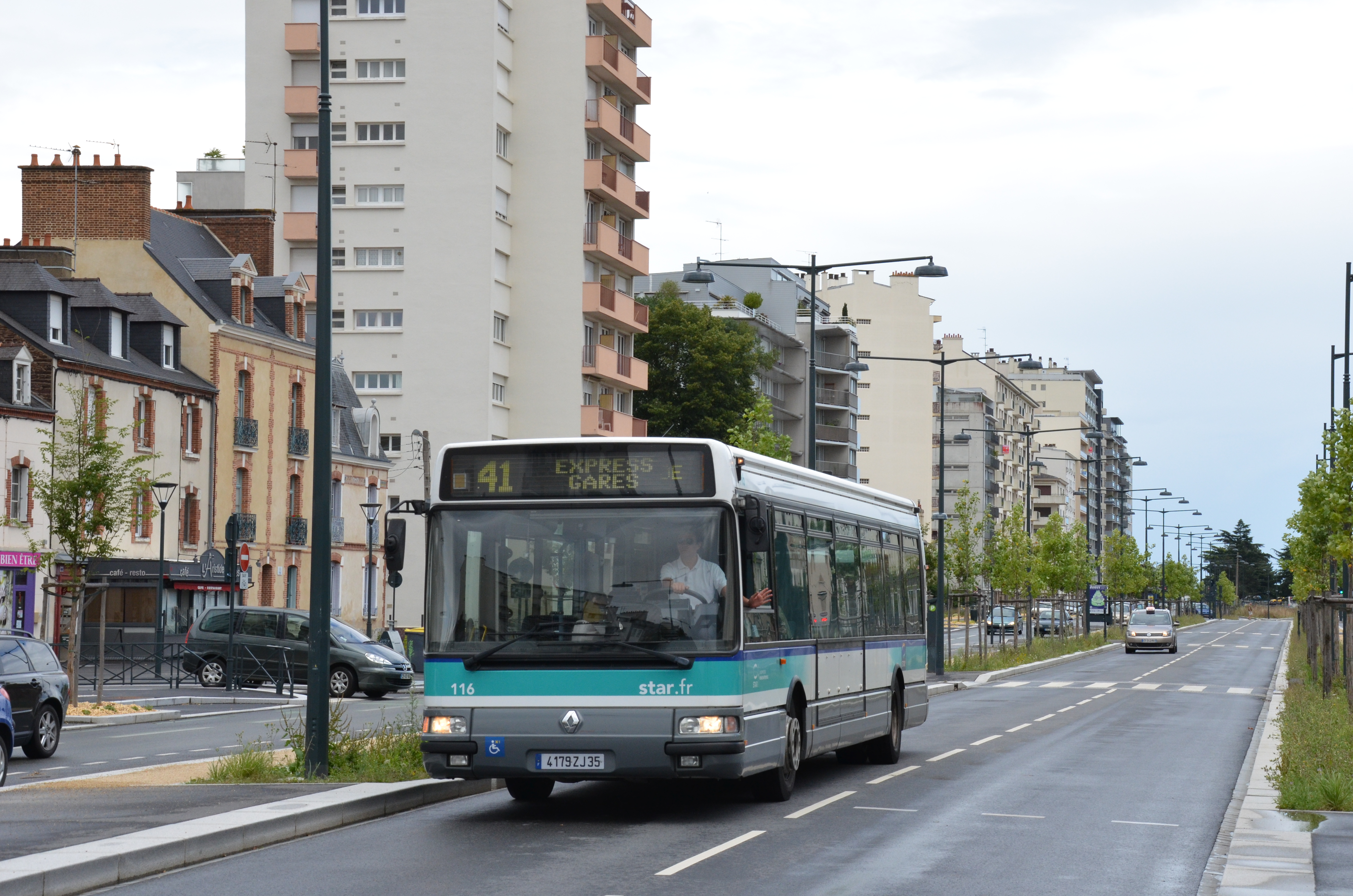
Vue de l'axe Est-ouest vers l'arrêt Pont de Châteaudun.
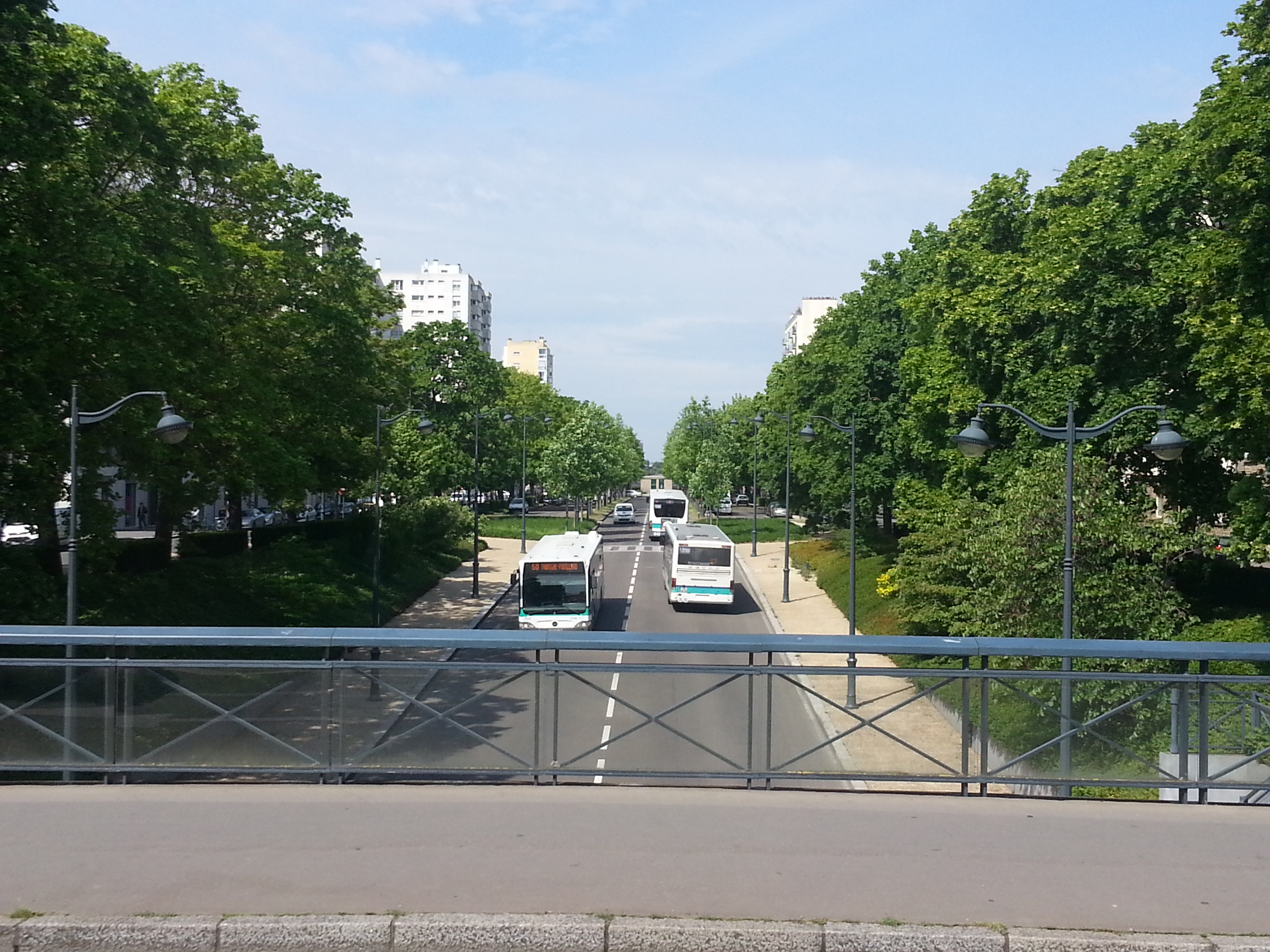
Vue de l'axe Est-ouest depuis le pont de Châteaudun.
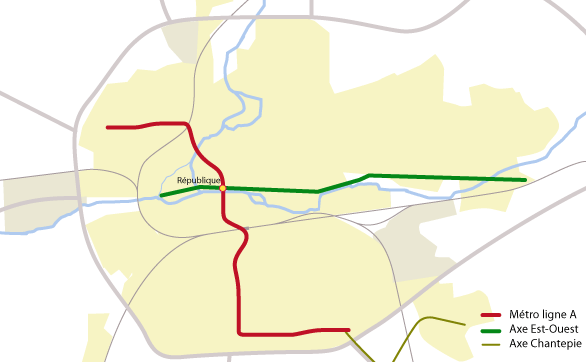
L’axe Est-ouest (en vert).

### Information voyageurs

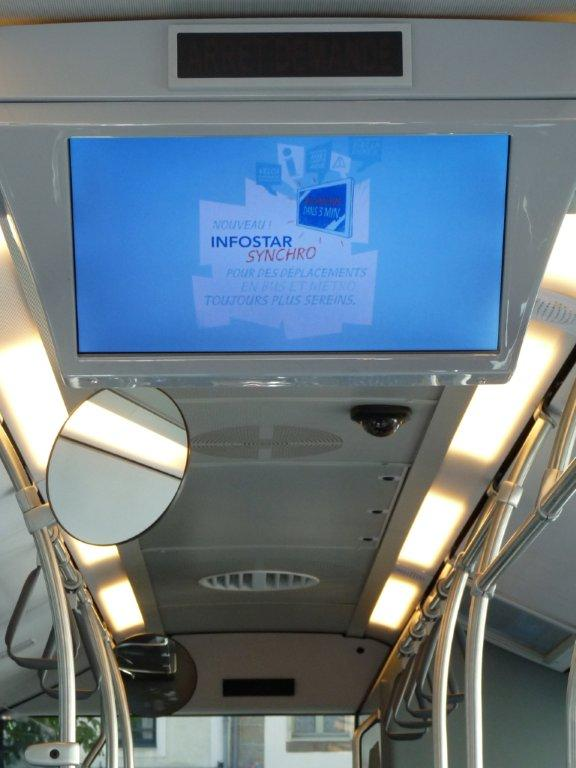
Un écran InfoStar Synchro à bord d'un bus.

Le système d'information aux voyageurs en temps réel « InfoStar Synchro » est constitué de systèmes visuels et sonores destinés à informer les voyageurs des prochains passages des bus et des perturbations. Chaque bus et les principaux arrêts sont ainsi équipé d'écrans informant les voyageurs des prochains arrêts ou des prochains bus, des horaires de départs des bus desservant l'arrêts ainsi que des informations sur les perturbations (pannes, incidents, escalators, etc.) couplés à des annonces sonores. Un dispositif sonore pour les bornes installés aux arrêts est activable par une télécommande accessible gratuitement sur demande. Jusqu'en 2011, le réseau de bus rennais était dépourvu d'un tel système : après un test en juin 2011 sur neuf bus des lignes 4 et 6 (actuelles C4 et C6), il a été déployé en septembre 2011 et 870 bus et 50 abribus aux arrêts proches des stations de métro ont été équipés. Le coût total du système en tenant compte des écrans installés dans le métro est de 10,5 millions d'euros.
Les écrans embarqués ont remplacé un précédent système de « thermomètre automatique » (un thermomètre désigne un plan de ligne embarqué dans les bus) utilisé dans les années 1990 : un appareil embarqué à bord fixé au plafond affiche un plan qui est couplé à la girouette et qui change automatiquement la ligne affichée quand le bus change de ligne.

### Dépôts et matériel roulant
Le parc du réseau est constitué en 2023 de 504 véhicules dont 232 utilisés par le délégataire Keolis Rennes et 272 utilisés par les sous-traitants avec un âge moyen de 11,5 ans ; Handistar possède 33 véhicules,. Parmi les 238 bus de Keolis Rennes on compte 156 bus articulés et 82 standards, soit 62 % de bus articulés, contre 57 % en 2011. Jusqu'en 2014, l'ensemble des bus articulés utilisés par la sous-traitance appartenaient à Rennes Métropole, contrairement aux autres véhicules qui sont achetés par le sous-traitant lui même.
L'absence de climatisation dans les autobus Mercedes-Benz de Keolis Rennes est critiqué par les conducteurs de la société au cours de l'épisode de canicule de la fin du mois de juin 2017, le syndicat CGT demandant quant à lui la mise en place d'une prime de chaleur.
Entre 2022 et 2025, 92 Mercedes-Benz eCitaro (33 standards et 59 articulés), à propulsion électrique, sont mis en service pour remplacer une large partie du parc existant du réseau urbain, hors sous-traitance ; les bus des lignes métropolitaines sont progressivement renouvelés par des véhicules fonctionnant au gaz naturel pour véhicules,.
En 2023, 59 % des bus répondent à la norme européenne d'émissions Euro 5, 25 % à la nome Euro 6, 8 % à la norme Euro 3 et 9 % sont électriques.
Les conducteurs obtiennent à leur prise de service la ligne et le bus qu'ils conduiront durant la journée.

### Livrée des véhicules
Au temps des TUR, les bus étaient peints en bleu sous les vitres et couleur crème sur le reste de la carrosserie, cette livrée était identique à celle de l'autre réseau de la compagnie de l'Ouest électrique, celui du Mans,. À l'apparition du STAR en 1972, une nouvelle livrée à base de « rouge chinois » et « blanc courchevel » est adoptée.
Dans les années 1970, une large bande rouge fait le tour du véhicule sous les fenêtres et descendant jusqu'en haut des pare-chocs. À la fin des années 1970, elle évolue ainsi la bande rouge est réduite en largeur mais est encadrée par deux liserés de la même couleur et, en arrivant au niveau de l'essieu avant, elle bifurque de façon oblique pour remonter vers le toit ; les vitres sont encadrées par de la peinture gris foncée et des adaptations peuvent avoir lieu selon les modèles.
D'autres variantes existent dans les années 1990, : Sur les Renault R312, les flancs sont décorés sous les vitres d'une bande rouge accompagnée d'un liseré rouge juste au-dessus et de deux petites bandes rouges au-dessus des vitres. Sur les Van Hool A300 et AG300, une évocation de la seconde variante des années 1970 est assurée par des bandes rouges, le reste de la livrée étant identique à celle des R312.
En juin 1998, le rouge et blanc historique laisse place à la livrée à base de blanc et bandes émeraude et bleu roi encore présente majoritairement et adoptée pour le métro,. La couleur émeraude est une idée de Roger Tallon en référence à la côte d'Émeraude. Cette livrée évolue quelque peu en 2011 avec l'apparition du site internet star.fr et d'un logo monochrome accompagnée du slogan Un service de Rennes Métropole.
Dans les années 2020, une nouvelle livrée apparaît progressivement sur les nouveaux bus au gaz et électriques : le bleu roi disparaît et le vert émeraude fait désormais le tour des surfaces vitrées tandis que le reste de la caisse est blanc,. Une variante Chronostar existe, où le jaune remplace le vert et le logo Chronostar celui du STAR au-dessus du pare-brise. Sur le bus aménagé pour la maison mobile du vélo, l'entourage des vitres est bleu.
La nouvelle livrée Chronostar ne doit pas être confondue avec celle spécifique des Bluebus qui reprend les mêmes couleurs.
Du côté des transports scolaires, les véhicules utilisés ne sont pas forcément équipés de la livrée STAR, tout particulièrement les autocars, tels les Scania Fencer de Linevia qui sont aux couleurs du transporteur.

### Les véhicules
Les tableaux ci-dessous incluent l'ensemble du parc du réseau à l'exception faute de sources des véhicules de type taxi, dont l'ensemble des flottes de TSH et Taxis d'Orgères et du service Handistar,.

#### Numéros de parc
Chaque véhicule dispose d'un numéro de parc unique au sein du réseau (à trois chiffres pour le délégataire et à quatre chiffres pour les sous-traitants, sauf exceptions) qui sert à l'identifier pour le Système d'aide à l'exploitation et à l'information voyageurs (SAEIV). Les numéros en -5-- correspondent aux autocars scolaires non équipés du SAEIV de chaque exploitant concerné.
| Numéros            | Exploitants                                             |
| ------------------ | ------------------------------------------------------- |
| 100-999, 7001-7002 | Keolis Rennes                                           |
| 10--               | Bus achetés par Rennes Métropole pour la sous-traitance |
| 20--, 25--, 60--   | Keolis Armor (tranche 60-- héritée de Keolis Émeraude)  |
| 30--, 35--         | RGO Mobilités                                           |
| 40--, 45--         | TIV                                                     |
| 50--, 55--         | Linevia                                                 |
| 75--               | Orain                                                   |

Concernant les sous-traitants, les véhicules peuvent posséder deux numéros : celui du réseau STAR et celui propre à l'entreprise. Par exemple, un Setra S 416 NF de Keolis Armor possède le no 2006 pour le réseau STAR et le no 099110 au sein du système de numérotation national du groupe Keolis,. Par soucis de lisibilité, seul le numéro STAR est repris ici.

#### Véhicules appartenant à Rennes Métropole

##### Confiés à Keolis Rennes
Le délégataire Keolis Rennes dispose de deux dépôts :
- Le dépôt situé rue Jean-Marie Huchet à Rennes, sur le site plus communément appelé la « Plaine de Baud », le long de la Vilaine, en marge de la future ZAC Baud-Chardonnet[134]. Il a été mis en service en 1980[135]. Dans le cadre de la construction de cette dernière, le dépôt actuel sera remplacé en 2026 par un nouveau dépôt construit à côté, en partie sur le site existant, il permettra aussi de faciliter le passage au 100 % électrique de la flotte de Keolis Rennes[136]. Il a remplacé l'ancien dépôt exigu hérité des tramways, et dont une partie du parc était remisé sur des installations temporaires à la Plaine de Baud dès le milieu des années 1970[137].
- Le dépôt « Mi-Voie » à Saint-Jacques-de-la-Lande situé dans la zone industrielle du même nom ouvert pour la rentrée scolaire de septembre 2016 avec 45 autobus, mais devant accueillir vers 2020 jusqu'à 100 autobus, afin de soulager le dépôt de la plaine de Baud qui arrive à saturation, et dispose d'une surface totale de 20 000 m2, dont 7 000 m2 de bâtiments, sur un ancien site ayant appartenu à Gefco[138],[139],[140]. Il sera équipé pour la recharge des bus électriques en 2027[141].

| Constructeur  | Modèle            | Type     | Nombre | Année                | Numéros de parc                                | Observation |
| ------------- | ----------------- | -------- | ------ | -------------------- | ---------------------------------------------- | --- |
| Bolloré       | Bluebus 6 m       | Minibus  | 2      | 2019 (2022 à Rennes) | 7001 et 7002                                   | Bus électriques en location, venant du réseau Fil bleu de Tours. |
| Bolloré       | Bluebus 12 m      | Standard | 7      | 2018                 | 501 à 507                                      | Bus électriques en service à titre expérimental. |
| Bolloré       | Bluebus 18 m      | Articulé | 1      | 2020                 | 500                                            | Bus électrique en service à titre expérimental sur la ligne C6. Seul exemplaire existant de ce modèle.                                                                       |
| Irisbus       | Citelis 18        | Articulé | 10     | 2006 à 2009          | 808, 818, 820 à 823, 825, 826, 828, 830 et 831 | - 800 réformé à la suite d'un incendie en 2022 - 805 réformé à la suite d'un incendie en 2010 - 801 à 807, 809 à 817, 819, 824, 827, 829 et 832 réformés entre 2023 et 2025. |
| Mercedes-Benz | Citaro Facelift   | Standard | 30     | 2008 à 2010 et 2012  | 219 à 249                                      | 210 à 218 réformés en 2024. Le no 218 a été cédé au lycée Paul-Sérusier de Carhaix pour les formations à la mécanique.                                                       |
| Mercedes-Benz | Citaro M Facelift | Standard | 15     | 2010 et 2011         | 600 à 614                                      | Version longue de 13 m du Citaro |
| Mercedes-Benz | Citaro G Facelift | Articulé | 57     | 2010 à 2013          | 900 à 956                                      | |
| Mercedes-Benz | Citaro C2         | Standard | 6      | 2019                 | 250 à 255                                      | Confiés à Keolis Armor. |
| Mercedes-Benz | Citaro G C2       | Articulé | 58     | 2014 et 2015         | 700 à 726, 728 à 752 et 957 à 962              | Le 727 a été réformé en janvier 2017 à la suite d'un incendie |
| Mercedes-Benz | eCitaro           | Standard | 28     | 2022 à 2024          | 440 à 444, 450 à 465, 470 à 476                | Bus électrique. 4 exemplaires en cours de livraison d'ici 2025. |
| Mercedes-Benz | eCitaro G         | Articulé | 48     | 2022 à 2024          | 340 à 368, 370 à 387                           | Bus électrique. 12 exemplaires en cours de livraison d'ici 2025. |

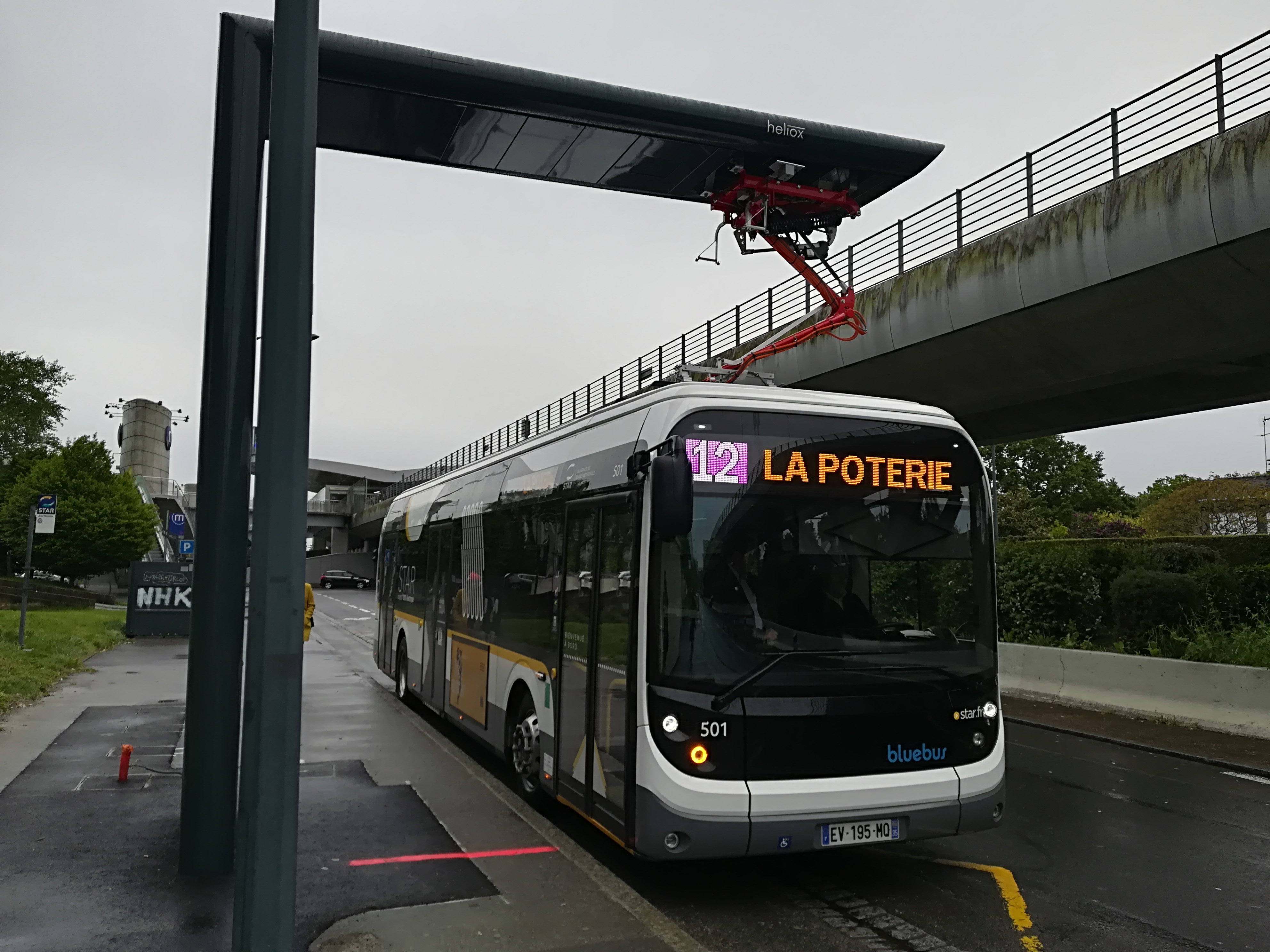
Le Bluebus no 501 en cours de recharge à La Poterie.
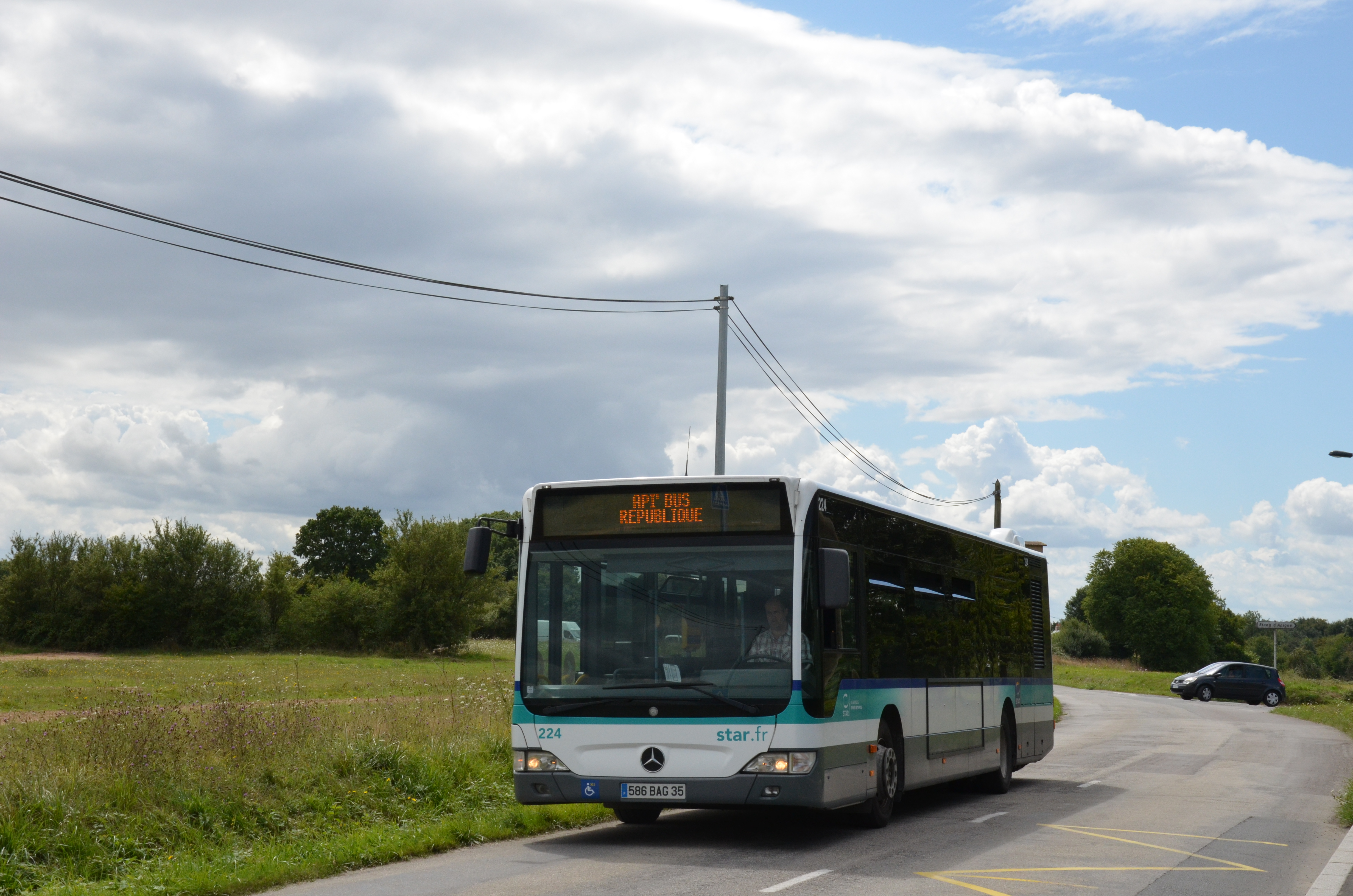
Mercedes-Benz Citaro Facelift no 224 à Étangs d'Apigné.
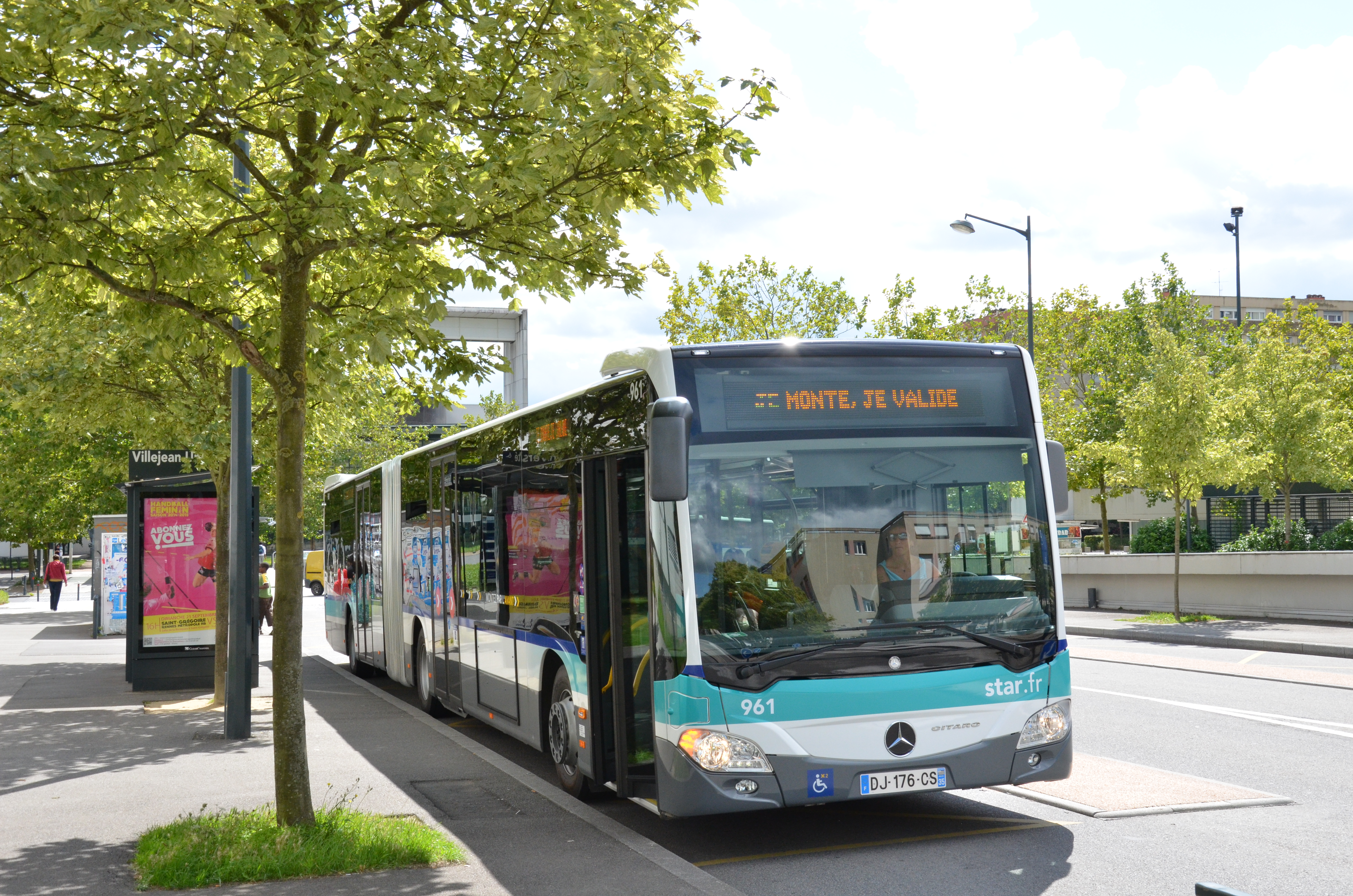
Mercedes-Benz Citaro G C2 no 961 à Villejean - Université.
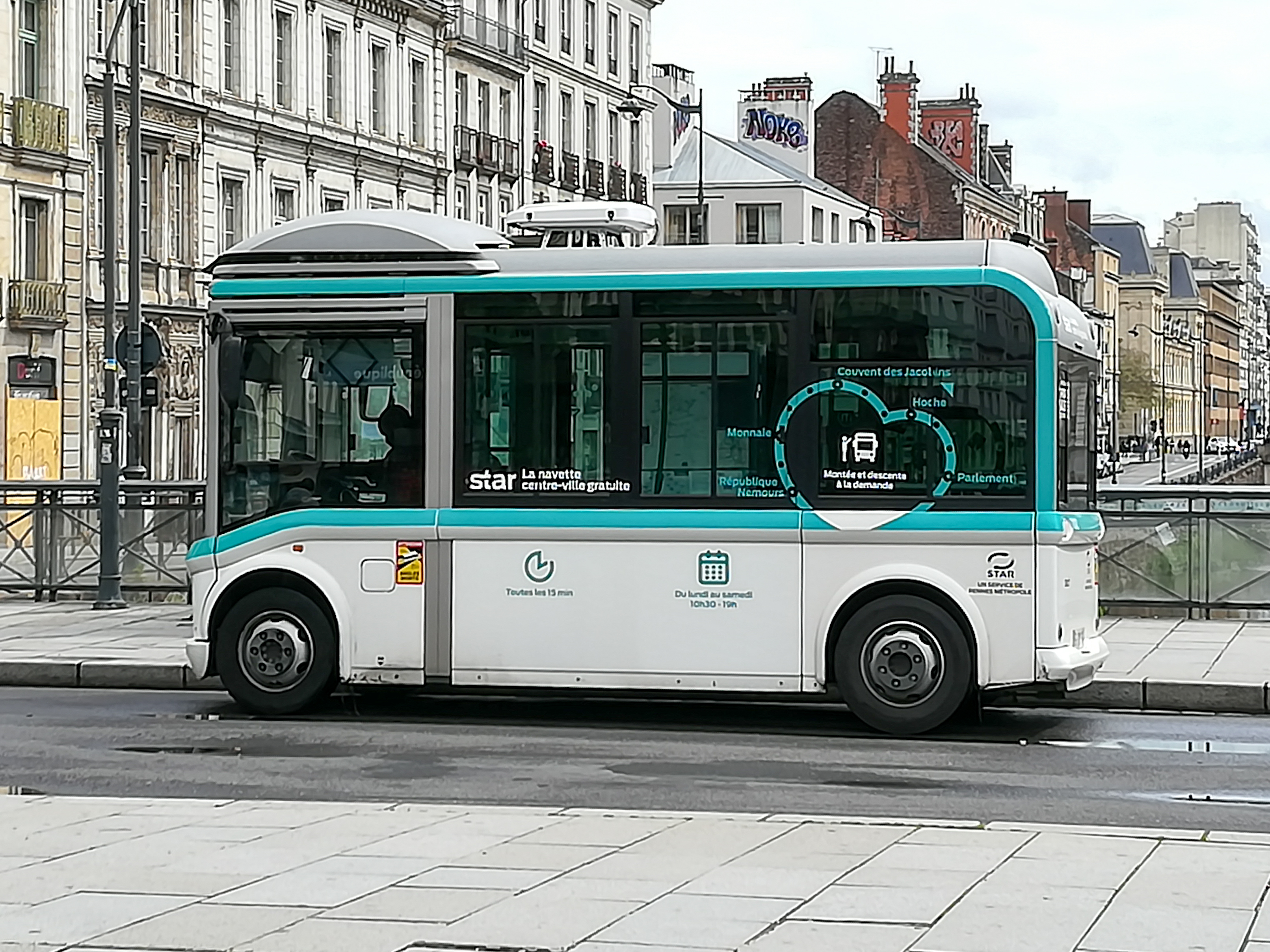
Un Bluebus 6 m de la navette gratuite de centre-ville.
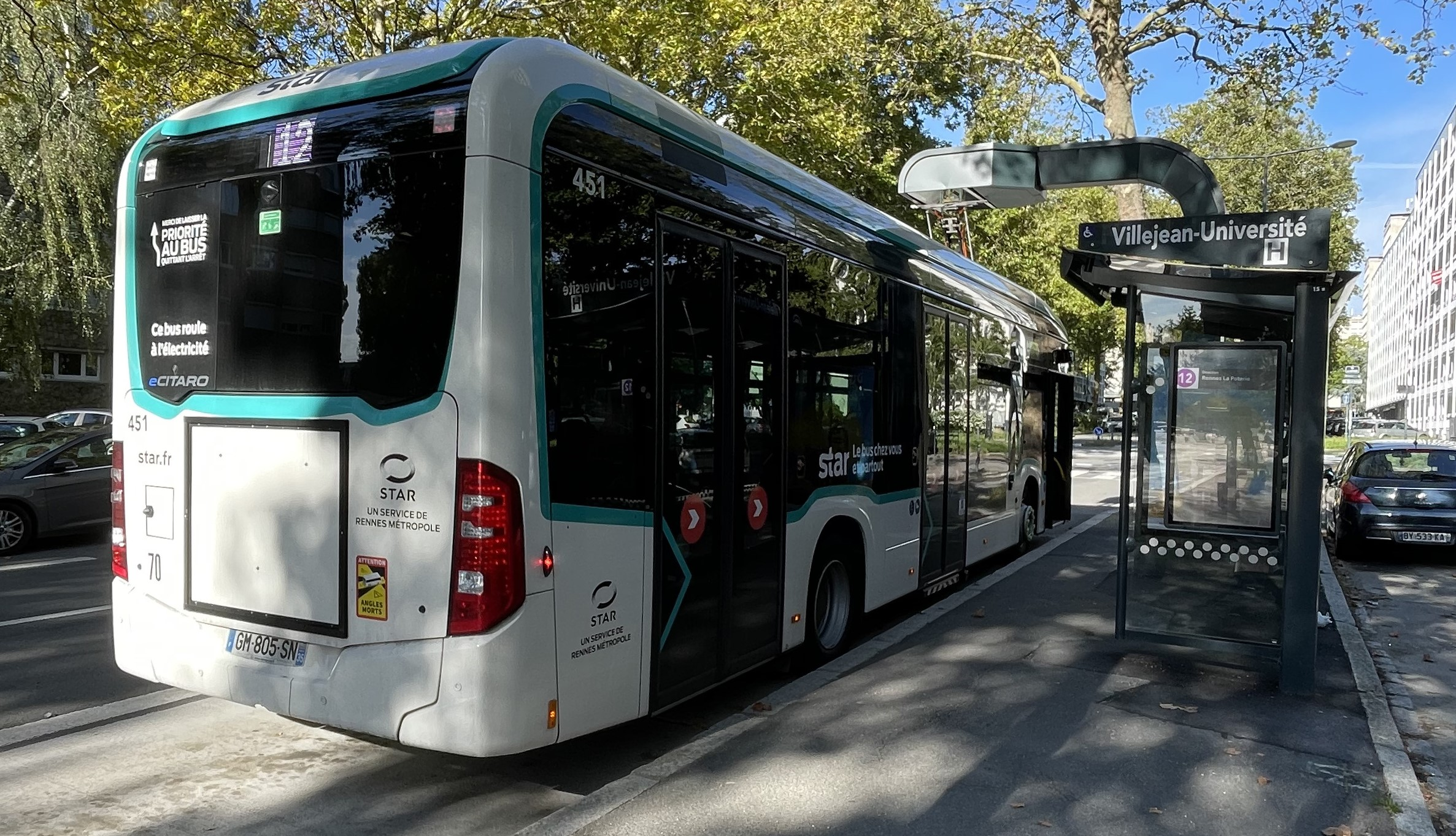
Mercedes Mercedes-Benz eCitaro n°451 en cours de recharge à son terminus de Villejean-Université.
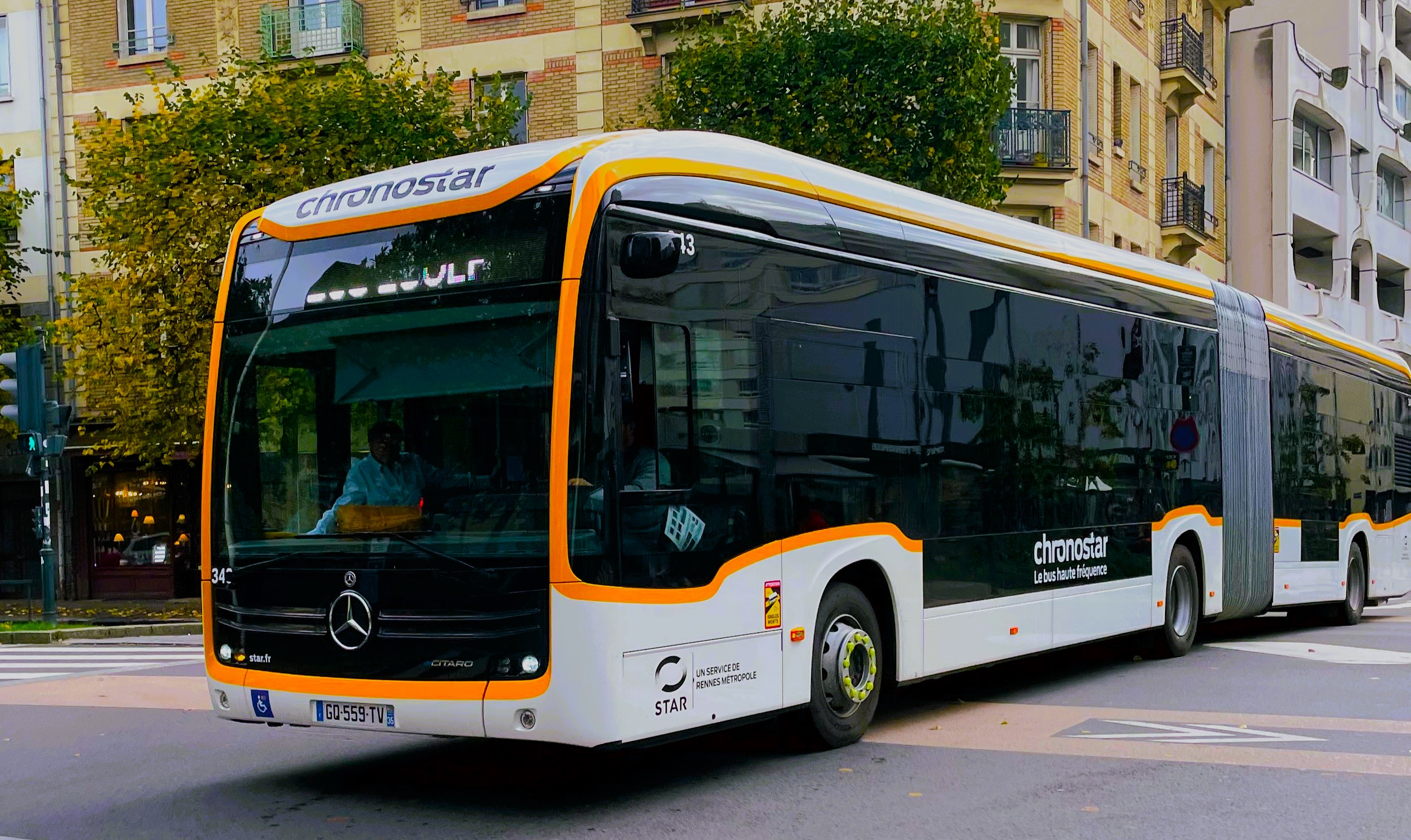
Mercedes-Benz eCitaro G no 343 en circulation dans Rennes.

En dehors des véhicules utilisés en service commercial, le Renault Agora S no 102 a été reconverti en véhicule d'exposition itinérant « Le Métropolitain - espace mobile d'échanges citoyens » en 2013 et l'Irisbus Citelis 12 no 411 a été transformé pour devenir la « maison mobile du vélo » le 23 octobre 2021,.

##### Confiés aux sous-traitants
Contrairement aux autres véhicules des sous-traitants, ces bus fonctionnant au gaz naturel pour véhicules livrés à partir de 2021 appartiennent à Rennes Métropole qui les confie ensuite aux différentes sociétés.
| Constructeur    | Modèle           | Type     | Nombre | Année | Numéros de parc | Observation |
| --------------- | ---------------- | -------- | ------ | ----- | --------------- | --- |
| MAN Truck & Bus | Lion's City 12 G | Standard | 17     | 2025  | 1020 à 1036     | - Véhicules fonctionnant au GNV. - Répartition chez les sous-traitants : - 1020 à 1036 chez Keolis Armor. |
| Mercedes-Benz   | Citaro C2 NGT    | Standard | 15     | 2021  | 1000 à 1014     | - Véhicules fonctionnant au GNV. - Répartition chez les sous-traitants : - 1000 à 1014 chez Keolis Armor. |
| Mercedes-Benz   | Citaro G C2 NGT  | Articulé | 22     | 2021  | 1050 à 1071     | - Véhicules fonctionnant au GNV. - Répartition chez les sous-traitants : - 1050 à 1052, 1054, 1066 et 1067 chez Linevia ; - 1053, 1055, 1057 à 1061 et 1071 chez TIV ; - 1055 et 1062 chez RGO Mobilités ; - 1056, 1063 à 1065 et 1068 à 1070 chez Keolis Armor. |

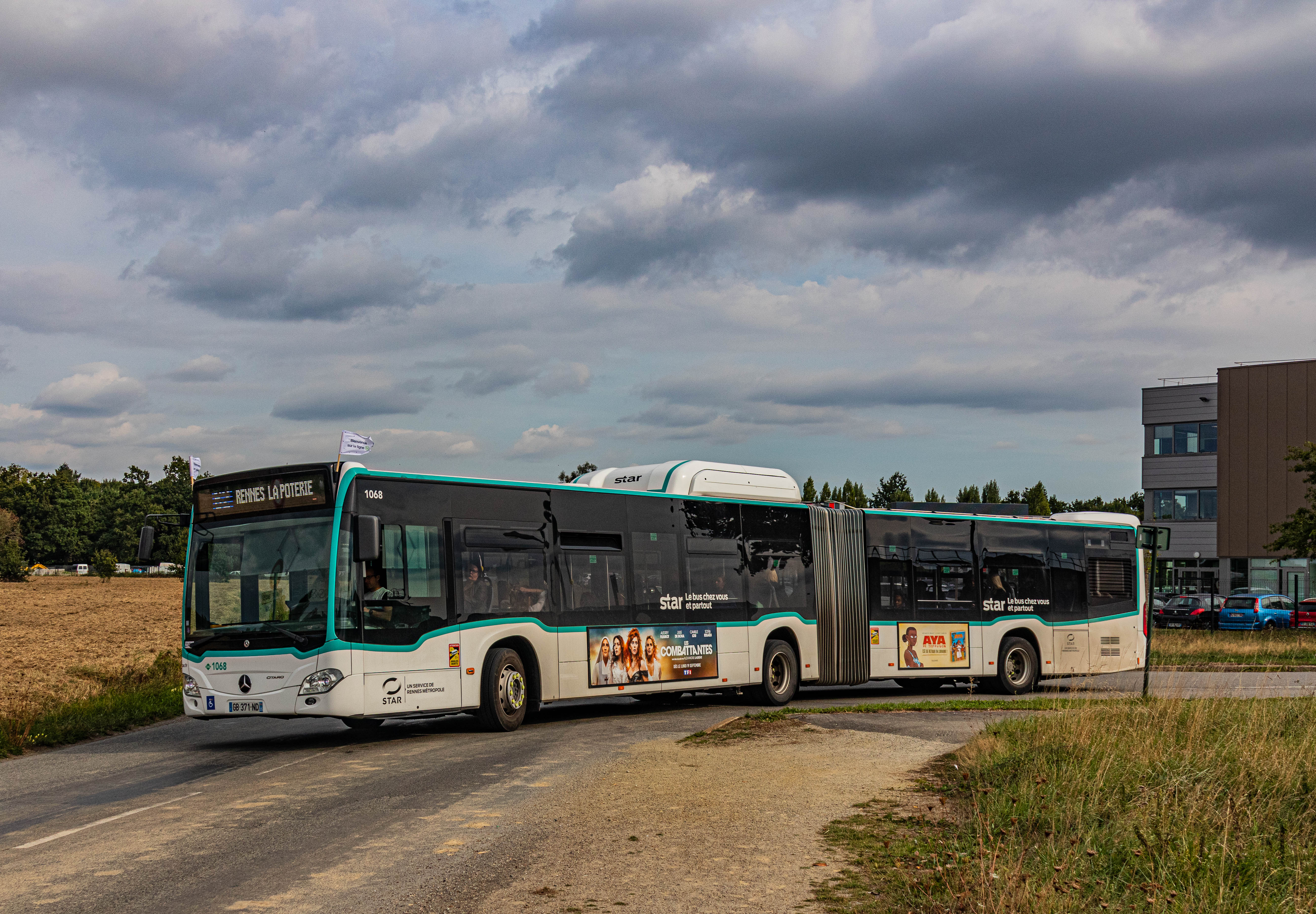
Un Mercedes-Benz Citaro G C2 NGT avec la nouvelle livrée.
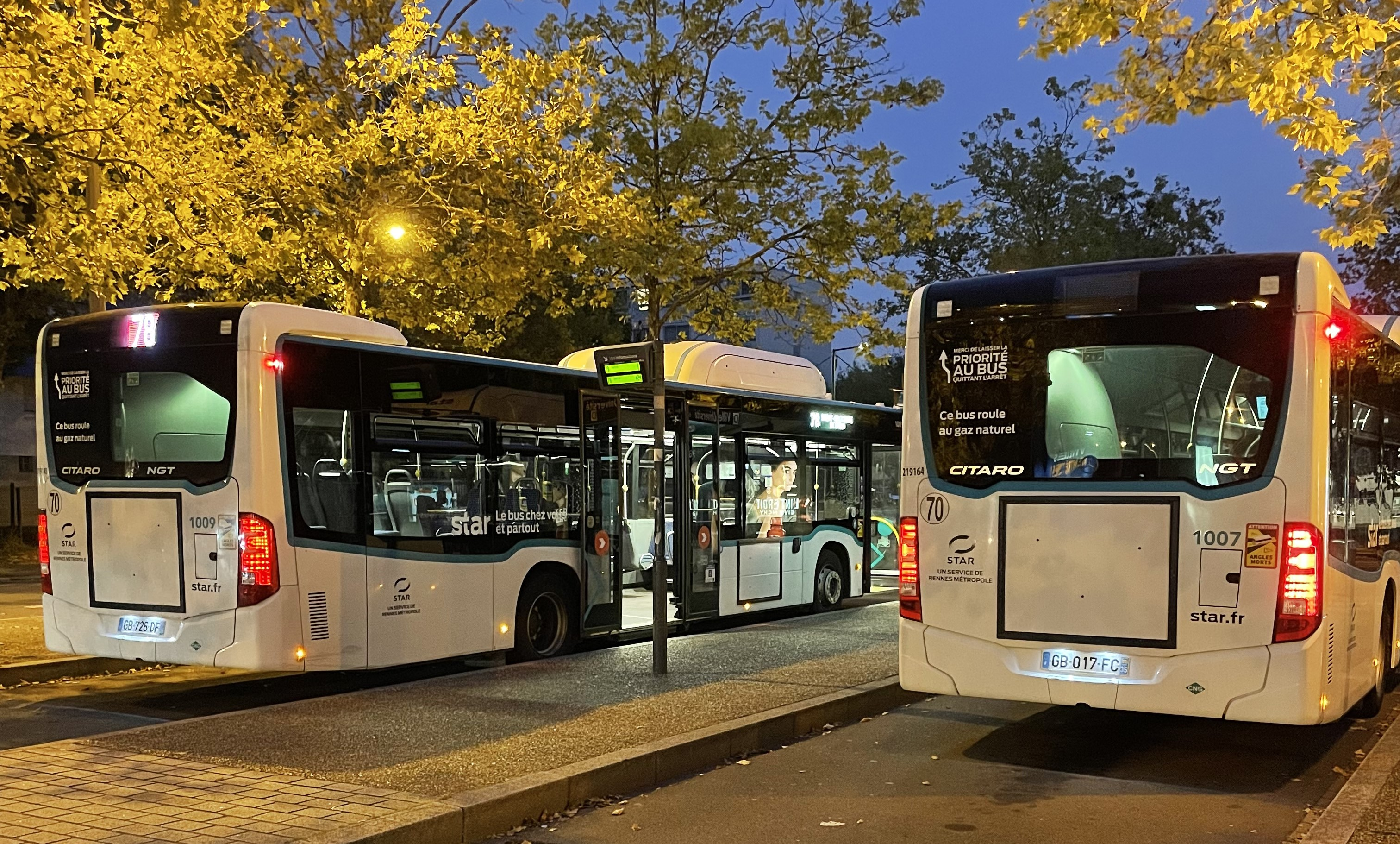
Deux Mercedes-Benz Citaro roulant au gaz naturel, au terminus Villejean-Université.

#### Véhicules appartenant aux sous-traitants

##### Keolis Armor
Le sous-traitant Keolis Armor, anciennement TAE (Transports Armor Express), dispose de deux dépôts communs avec d'autres activités comme les lignes BreizhGo :
- Le dépôt est situé 26 rue du Bignon, sur la commune de Chantepie et est également le siège principal de Keolis Armor ;
- Le second dépôt de la société est situé au lieu-dit La Talmousière, sur la commune de Montgermont[155]. Ce dépôt appartenait à l'origine à la société Keolis Emeraude, anciennement Courriers Bretons[156], mais depuis sa fusion avec Keolis Armor en 2016[157], le dépôt est devenu propriété de ce dernier.

L'entreprise alors nommée TAE a racheté en 1989 le dépôt rennais de Drouin, sous-traitant historique de l'actuelle ligne 72,.
Keolis Armor a fusionné avec Keolis Émeraude, anciennement dénommée Courriers Bretons jusqu'en 2008, le 1er juin 2016.
Les dépôts sont équipés pour la recharge des bus fonctionnant au gaz naturel, la station de compression de Chantepie a été inaugurée officiellement le 15 octobre 2021 et celle de Montgermont en décembre 2022.
| Constructeur  | Modèle          | Type      | Nombre | Année                    | Numéros de parc                                                 | Observation                                                                  |
| ------------- | --------------- | --------- | ------ | ------------------------ | --------------------------------------------------------------- | ---------------------------------------------------------------------------- |
| Heuliez Bus   | GX 127          | Midibus   | 1      | 2013                     | 2060                                                            | Véhicule servant aux formations.                                             |
| Heuliez Bus   | GX 437          | Articulé  | 8      | 2019                     | 2080 à 2087                                                     |                                                                              |
| Irisbus       | Axer            | Autocar   | 1      | 2007                     | 2500                                                            |                                                                              |
| Irisbus       | Arway           | Autocar   | 1      | 2008                     | 2502                                                            |                                                                              |
| Iveco Bus     | Crossway        | Autocar   | 18     | 2023 et 2024             | 2501, 2503 à 2517                                               | Véhicules fonctionnant au GNV                                                |
| Iveco Bus     | Crossway LE     | Standards | 3      | 2015                     | 2063 à 2065                                                     |                                                                              |
| Iveco Bus     | Urbanway 12 GNC | Standards | 22     | 2022, 2023               | 2025 à 2028, 6006, 6007, 6026 à 6041                            | Véhicules fonctionnant au GNV.                                               |
| Mercedes-Benz | Citaro Facelift | Standards | 18     | 2009, 2010, 2012 et 2013 | 2001 à 2005, 2048 à 2050, 2052, 2054 à 2059, 6001, 6020 et 6022 | 6025 réformé en 2024                                                         |
| Mercedes-Benz | Citaro C2       | Standards | 15     | 2014 à 2017              | 2033 à 2042 et 2044 à 2047 et 2061                              |                                                                              |
| Mercedes-Benz | Citaro G C2     | Articulé  | 13     | 2014 , 2015 et 2018      | 2043, 2053 et 2067 à 2079                                       | - Sont confiés à Keolis Rennes : 2071 et 2072.                               |
| Setra         | S 315 NF        | Standards | 5      | 2001 et 2004 à 2006      | 2031, 2032, 6012, 6013 et 6015                                  | - 2033 réformé à la suite d'un incendie en 2013 - Série en cours de retrait. |
| Setra         | S 416 NF        | Standards | 17     | 2008 et 2009             | 2006 à 2015 et 2017 à 2023                                      | 2016 réformé en 2024.                                                        |

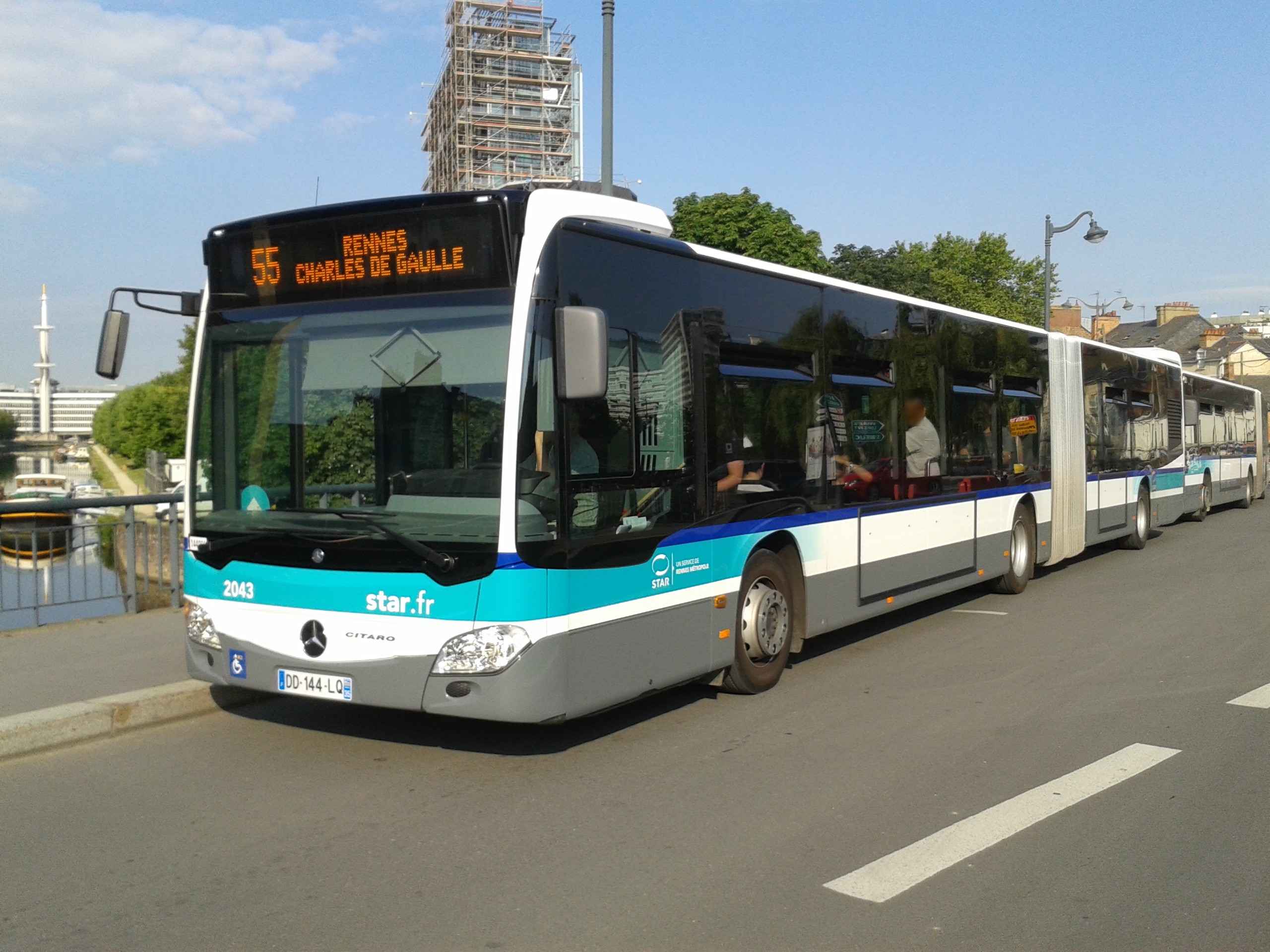
Mercedes-Benz G C2 no 2043.

##### TIV
Le sous-traitant TIV (Transports d'Ille-et-Vilaine, filiale du groupe Transdev) dispose d'un dépôt au 24 rue des Veyettes à Rennes, non loin du dépôt de Keolis Armor à Chantepie, commun avec d'autres activités de l'entreprise comme les lignes BreizhGo ou FlixBus.
Le dépôt est équipé pour la recharge des bus fonctionnant au gaz naturel, la station de compression a été inaugurée officiellement le 25 octobre 2022.
| Constructeur    | Modèle            | Type      | Nombre | Année        | Numéros de parc                       | Observation                                                                |
| --------------- | ----------------- | --------- | ------ | ------------ | ------------------------------------- | -------------------------------------------------------------------------- |
| Heuliez Bus     | GX 317            | Standards | 4      | 2002 à 2003  | 4009 à 4012                           |                                                                            |
| Irisbus         | Arway             | Autocars  | 1      |              | 4503                                  |                                                                            |
| Irisbus         | Citelis 12        | Standards | 3      | 2012         | 4021 à 4023                           |                                                                            |
| Irisbus         | Récréo            | Autocars  | 2      | 2004 et 2006 | 4502 et 4506                          |                                                                            |
| Irisbus         | Récréo II         | Autocars  | 2      | 2008-2009    | 4504 et 4507                          |                                                                            |
| Iveco Bus       | Urbanway 12       | Standards | 7      | 2024         | 4033 à 4039                           |                                                                            |
| Iveco Bus       | Crossway          | Autocars  | 10     | 2022, 2023   | 4509 à 4518                           | Véhicules fonctionnant au GNV.                                             |
| MAN Truck & Bus | Lion's City 12 G  | Standards | 7      | 2022-2023    | 4002 à 4004, 4006, 4007, 4025 et 4032 | - Véhicules fonctionnant au GNV ; - 4031 détruit par un incendie en 2024,. |
| Mercedes-Benz   | Citaro M Facelift | Standards | 4      | 2011         | 4001 et 4027 à 4029                   | Version 13 m du Citaro                                                     |
| Mercedes-Benz   | Citaro C2         | Standards | 1      | 2014         | 4020                                  | 4014 et 4017 à 4019 transférés à Nantes en 2025.                           |
| Mercedes-Benz   | Intouro           | Autocars  | 2      |              | 4500 et 4501                          |                                                                            |

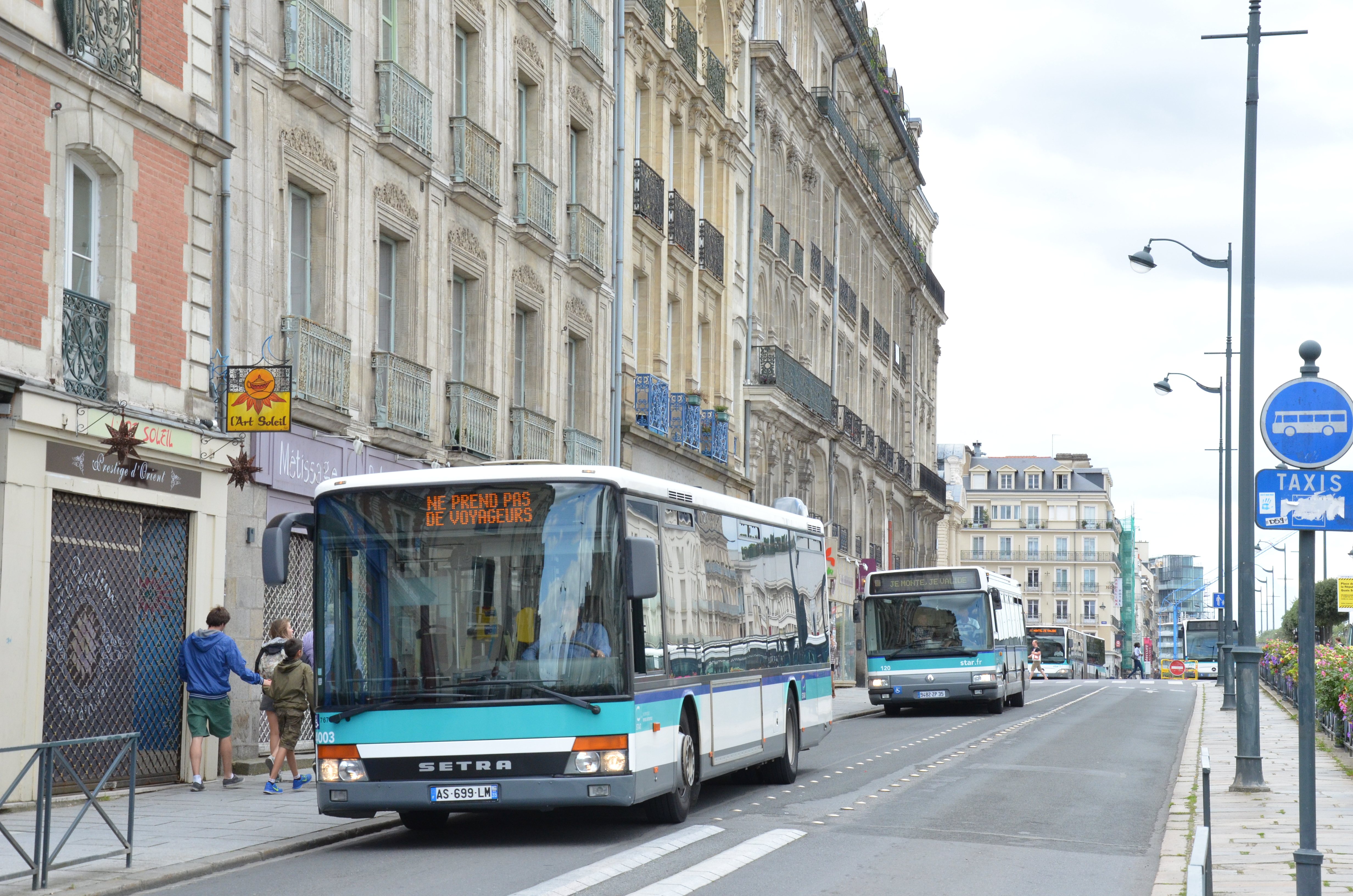
Setra S 315 NF no 4003 près du musée des beaux-arts.

##### Linevia
Linevia possède un dépôt au 12 rue des Creuses à Chartres-de-Bretagne, qui n'est pas le siège social de l'entreprise, situé sur la commune de Guer dans le Morbihan.
Le dépôt est équipé d'une station de compression pour les bus fonctionnant au gaz naturel.
| Constructeur         | Modèle           | Type      | Nombre | Année        | Numéros de parc     | Observation                    |
| -------------------- | ---------------- | --------- | ------ | ------------ | ------------------- | ------------------------------ |
| Fast Concept Car     | Scoler 5         | Autocars  | 5      | 2014         | 5500 à 5503 et 5505 |                                |
| Fast Concept Car     | Starter S        | Autocars  | 1      | 2015         | 5504                |                                |
| Fast Concept Car/PVI | Scoler 2         | Autocars  | 1      | 2003         | 5509                |                                |
| MAN Truck & Bus      | Lion's City 12G  | Standards | 8      | 2022         | 5001 à 5008         | Véhicules fonctionnant au GNV. |
| MAN Truck & Bus      | Lion's City      | Standards | 4      | 2019         | 5017 à 5020         |                                |
| MAN Truck & Bus      | Lion's City LE   | Standards | 8      | 2013-2014    | 5009 à 5016         |                                |
| MAN Truck & Bus      | Lion's Intercity | Autocars  | 3      | 2020         | 5510 à 5512         |                                |
| Scania               | Fencer 6         | Autocars  | 24     | 2022 et 2023 | 5514 à 5537         | Véhicules fonctionnant au GNV. |

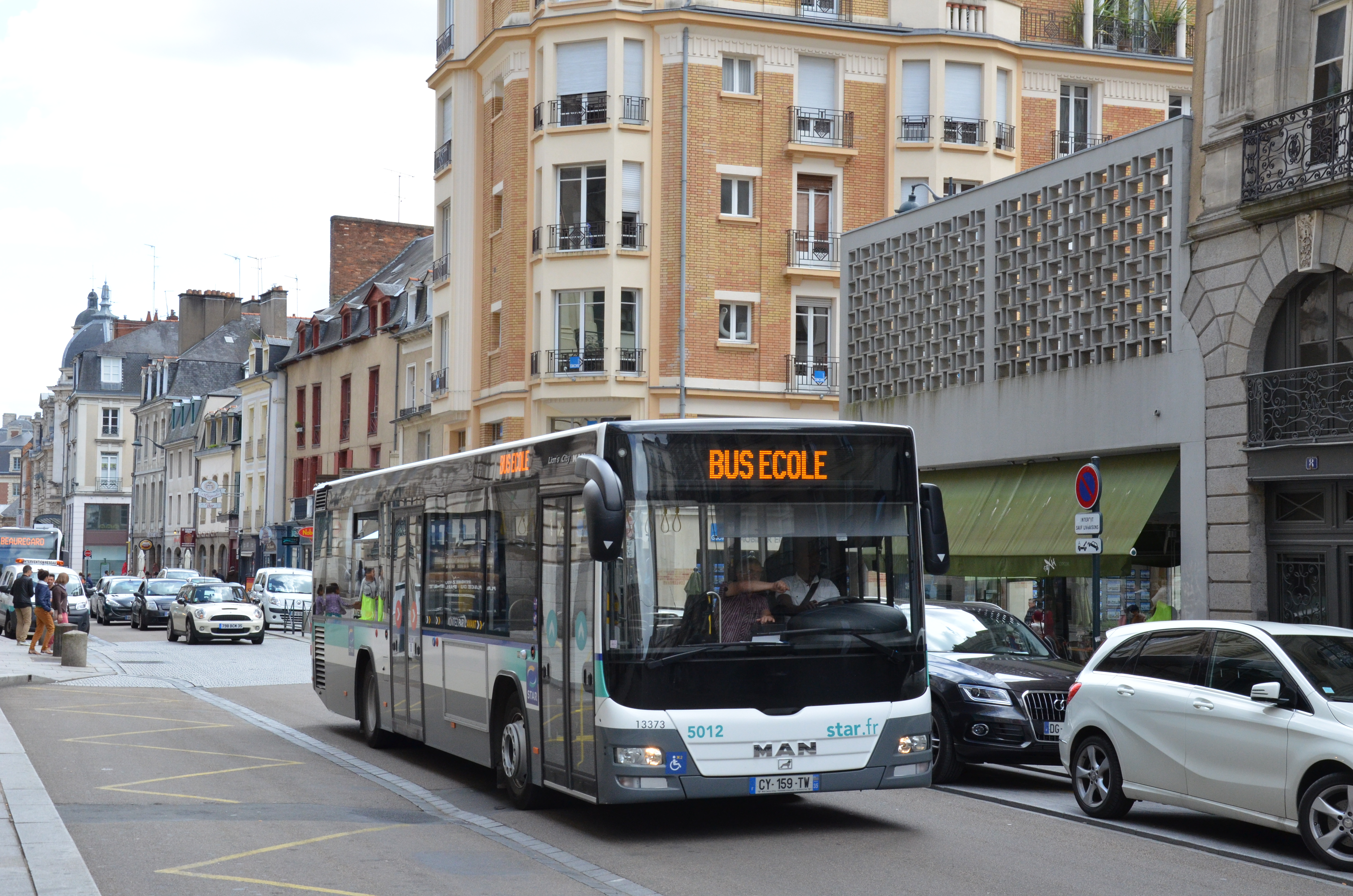
MAN Lion's City LE no 5012 à République.

##### RGO Mobilités
RGO Mobilités  possède un dépôt au 2 bis avenue de Bellevue à Saint-Jacques-de-la-Lande, qui est également son siège social. Ce dépôt appartient à RGO Mobilités depuis 2015, en remplacement du dépôt de Bruz, et a été racheté aux transports de marchandises Mory-Ducros.
Le 1er janvier 2021, les quatre sociétés formant l'entité RGO Mobilités créée en 2020 (Jollivet, Perrin, Hervé et Le Pape), ont été fusionnées en une seule entité,.
Le dépôt est équipé d'une station de compression pour les recharge des cars et bus au gaz.
| Constructeur | Modèle       | Type      | Nombre | Année              | Numéros de parc                        | Observation                                                                  |
| ------------ | ------------ | --------- | ------ | ------------------ | -------------------------------------- | ---------------------------------------------------------------------------- |
| Irisbus      | Agora Line   | Standards | 1      | 2004               | 3019                                   | Série en cours de retrait.                                                   |
| Irisbus      | Ares         | Autocars  | 1      | 2005               | 3512                                   | 3509 et 3511 réformés en 2022                                                |
| Irisbus      | Arway        | Autocars  | 1      | 2007               | 3500                                   |                                                                              |
| Irisbus      | Citelis 12   | Standards | 11     | 2006, 2010 et 2013 | 3001, 3009 à 3014, 3016 à 3018 et 3024 | - 3010, 3016 à 3018 ex Disneyland Paris Navettes - Série en cours de retrait |
| Irisbus      | Citelis Line | Standards | 2      | 2007               | 3004 et 3005                           |                                                                              |
| Irisbus      | Récréo I     | Autocars  | 9      | 2004-2006          | 3501 à 3505, 3508, 3515, 3516 et 3527  | Réforme prévue.                                                              |
| Irisbus      | Récréo II    | Autocars  | 3      | 2009 et 2011       | 3506, 3513 et 3534                     |                                                                              |
| Iveco Bus    | Crossway     | Autocars  | 2      | 2014 et 2017       | 3507 et 3510                           |                                                                              |
| Iveco Bus    | Crossway     | Autocars  | 15     | 2022 à 2024        | 3517, 3518 et 3536 à 3548              | Véhicules fonctionnant au GNV                                                |
| Iveco Bus    | Urbanway 12  | Standards | 1      | 2016               | 3027                                   |                                                                              |
| Van Hool     | NewA320      | Standards | 1      | 2006               | 3003                                   |                                                                              |
| Van Hool     | T 915 CL     | Autocars  | 1      | 2008               | 3002                                   |                                                                              |

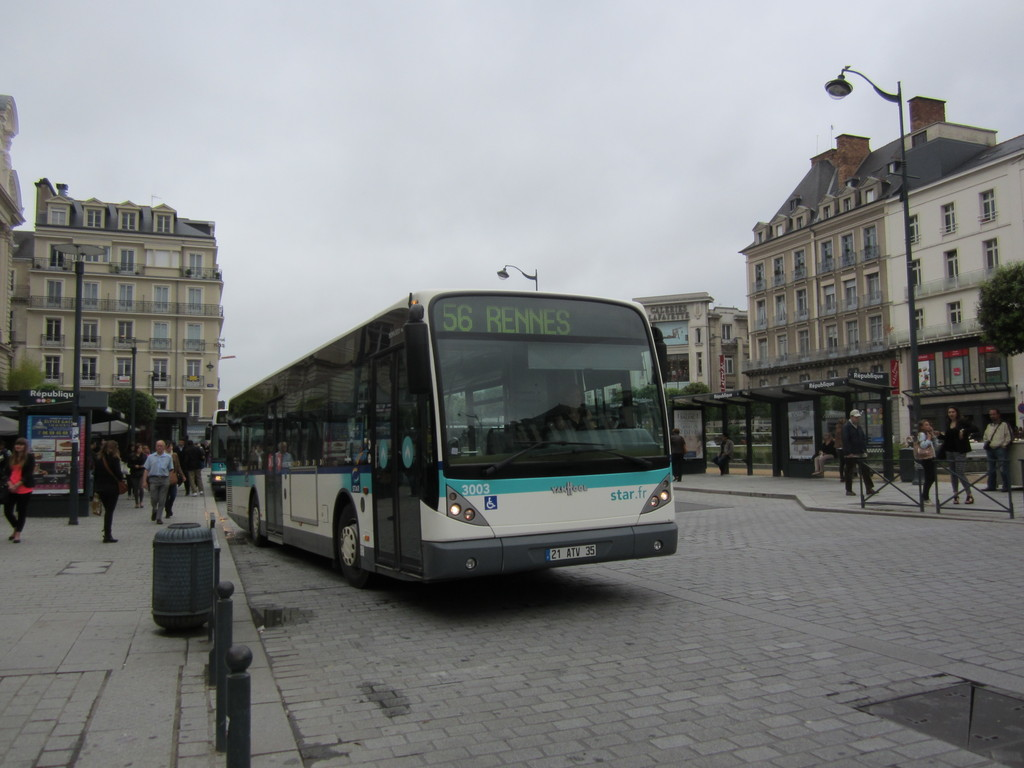
Van Hool NewA320 no 3003.

##### Orain
Orain dispose d'un dépôt Rue du Pâtis de Couasnes à Saint-Jacques-de-la-Lande, non loin du dépôt de RGO Mobilités et partagé avec l'autre activité du groupe, le transport de marchandises par camions. Le siège est situé rue Bonabry à Guipry-Messac.
| Constructeur  | Modèle   | Type     | Nombre | Année              | Numéros de parc            | Observation |
| ------------- | -------- | -------- | ------ | ------------------ | -------------------------- | ----------- |
| Iveco Bus     | Crossway | Autocars | 10     | 2018, 2019 et 2021 | 7500 à 7504 et 7506 à 7510 |             |
| Mercedes-Benz | Intouro  | Autocars | 1      | 2019 ?             | 7505                       |             |

### Anciens véhicules
Par le passé, les réseaux TUR puis STAR ont possédé divers modèles, dont, :
- Citroën C6 G1 (nombre inconnu) ;
- Latil au gazogène (nombre inconnu) ;
- 7 MGT type B5 ;
- 12 MGT type B9 ;
- 4 Berliet PCM UC[174] ;
- 10 Berliet PLH8U ;
- 12 Berliet PLH8 MU ;
- 12 Berliet PH85 ;
- 112 Saviem SC10 U (nos 8 à 120) ;
- 28 Renault SC10 R (nos 121 à 148) ;
- 2 CBM LMB12 (nos 290 à 291) ;
- 51 Saviem SG220 (nos 292 à 344) ;
- 36 Renault PR 180 MI (nos 350 à 358 et 411 à 437) ;
- 10 Renault PR 180 R (nos 359 à 363 et 438 à 442) ;
- 13 Renault PR 180.2 (nos 443 à 455) ;
- 13 Heuliez GX 187 (nos 600 à 612) ;
- 76 Renault R312 (nos 700 à 775) ;
- 62 Van Hool AG300 (nos 500 à 561) ;
- 10 Van Hool A300 (nos 200 à 209) ;
- 20 Renault Agora S (nos 101 à 120) ;
- 12 Irisbus Agora S (nos 121 à 132) ;
- 15 Renault Agora L (nos 301 à 315) ;
- 18 Irisbus Agora L (nos 316 à 332) ;
- 12 Irisbus Citelis 12 (nos 400 à 411).

Chez les sous-traitants, le parc a par le passé compté une grande variété de modèles d'autobus et d'autocars, dont,, :
- Berliet PR 100 PA ;
- Berliet PR 100 MI ;
- Renault PR 100 R ;
- Renault PR 100.2 ;
- Renault PR 112 ;
- Renault R 312 ;
- Renault Tracer ;
- Renault TR ;
- Renault S53 RX ;
- Renault Espace ;
- Renault SC10 R ;
- Renault Agora S ;
- Renault Agora Line ;
- Berliet PR 14 ;
- Scania K112 ;
- Saviem SC10 ;
- Saviem S53 R ;
- Saviem S53M ;
- Saviem S105 ;
- Heuliez GX 107 ;
- Setra S 130 S ;
- Setra S 215 SL ;
- Setra S 215 UL ;
- Setra S 215 H ;
- Setra S 315 NF ;
- Setra S 415 NF ;
- Mercedes-Benz O303 ;
- Mercedes-Benz O305 ;
- Mercedes-Benz O307 ;
- Mercedes-Benz O405 ;
- Van Hool T815 SL ;
- Van Hool AU138 ;
- Van Hool A320.

### Tarification et titres de transport
La tarification est celle du réseau STAR. Les différents titres de transport (tickets sans contact rechargeable ou carte à puce KorriGo) sont valables indifféremment dans le métro ou dans les bus. Des valideurs sont placés dans les bus ; pour valider, il suffit d’approcher le titre aux bornes, même dans un sac ou une poche.

## Projet de bus à haut niveau de service

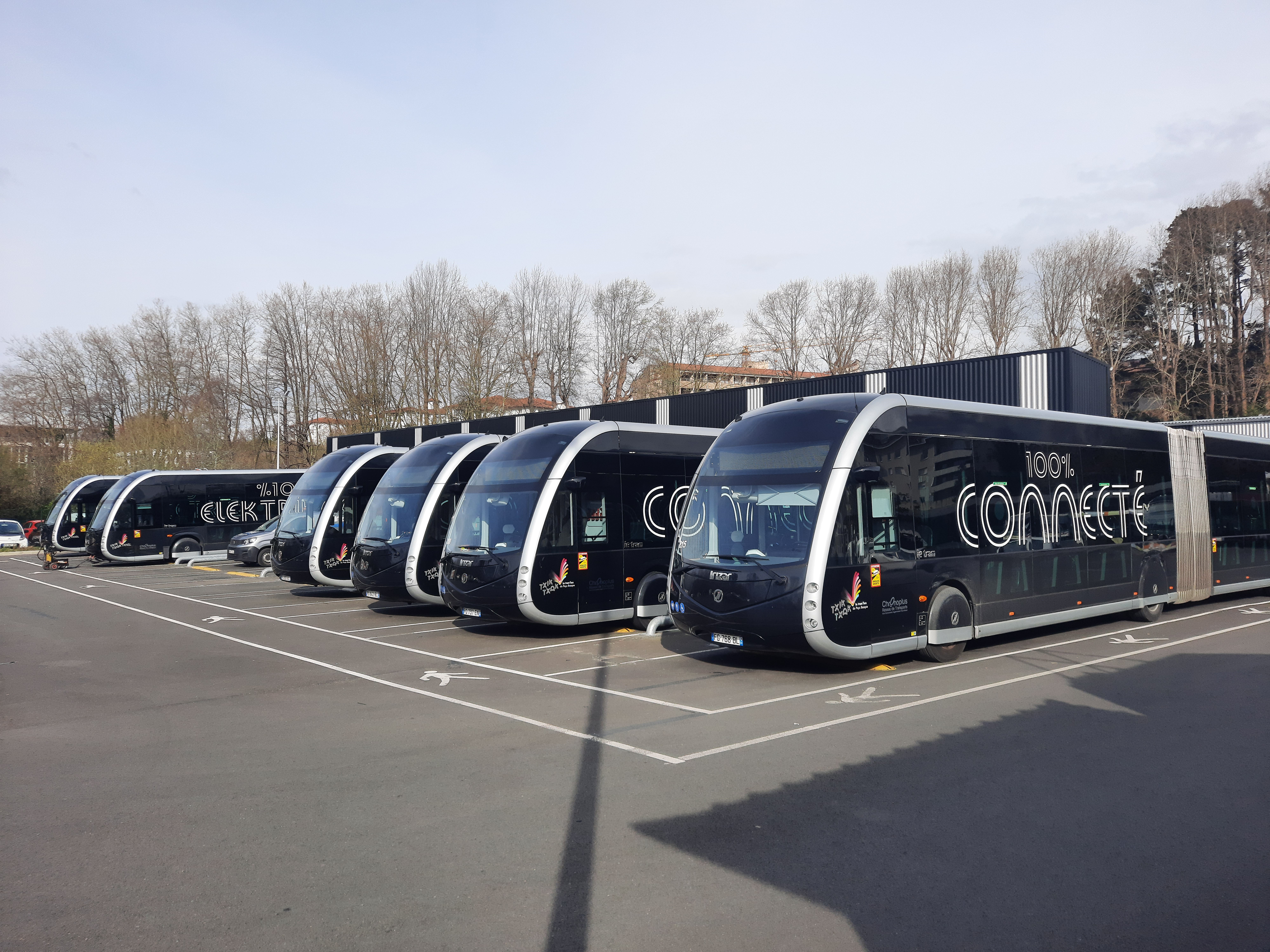
À Bayonne, le BHNS se nomme lui aussi « trambus » et est exploité à l'aide d'autobus articulés électriques possédant une esthétique rappelant celle d'un tramway.

Une extension de la ligne A a été un temps envisagée vers Chantepie, mais les études et décisions actuelles lui ont préféré vers un bus à haut niveau de service. De même une étude menée en 2019 a incité Rennes Métropole à abandonner les extensions du métro B et à écarter l'hypothèse du tramway sur les autres axes étudiés.
Ces lignes de bus au service renforcée (voies réservées aux bus et aux covoitureurs, priorité aux feux, etc.), bien que baptisées du terme « trambus » laissant penser qu'il s'agit s'agit de tramway seront finalement au nombre de quatre, la ligne « t5 » vers Thorigné-Fouillard étant finalement abandonnée en raison d'une fréquentation attendue jugée trop faible au regard des investissements, pour un total de 55 kilomètres de lignes qui verront le jour entre 2027 et 2030 :
- t1 : reliera La Plesse Grand Quarter à ZA Saint-Sulpice avec 30 stations pour 13 kilomètres de ligne, elle est la transformation de l'actuelle ligne C4 ;
- t2 : reliera Vezin-le-Coquet à Cesson-Sévigné avec 32 stations pour 14 kilomètres de ligne, en reprenant entre Rennes et Cesson-Sévigné l'itinéraire de l'actuelle ligne C6 ;
- t3 : reliera Saint-Grégoire à Chantepie avec 38 stations pour 17 kilomètres de ligne, elle est la transformation de l'actuelle ligne C1 ;
- t4 : reliera Saint-Jacques - Gaîté à Bruz avec 21 stations pour 12 kilomètres de ligne, elle est la transformation de l'actuelle ligne C7 mais contrairement aux trois autres l'itinéraire n'est pas complètement défini au niveau du parc des Expositions et à Bruz.

Les lignes disposeraient de 30 à 60 % de leurs itinéraires en voies réservées et seraient exploitées dans un premier temps avec des bus articulés longs de 18 mètres puis à terme avec des bi-articulés de 24 mètres de long.